# 이아지게스족

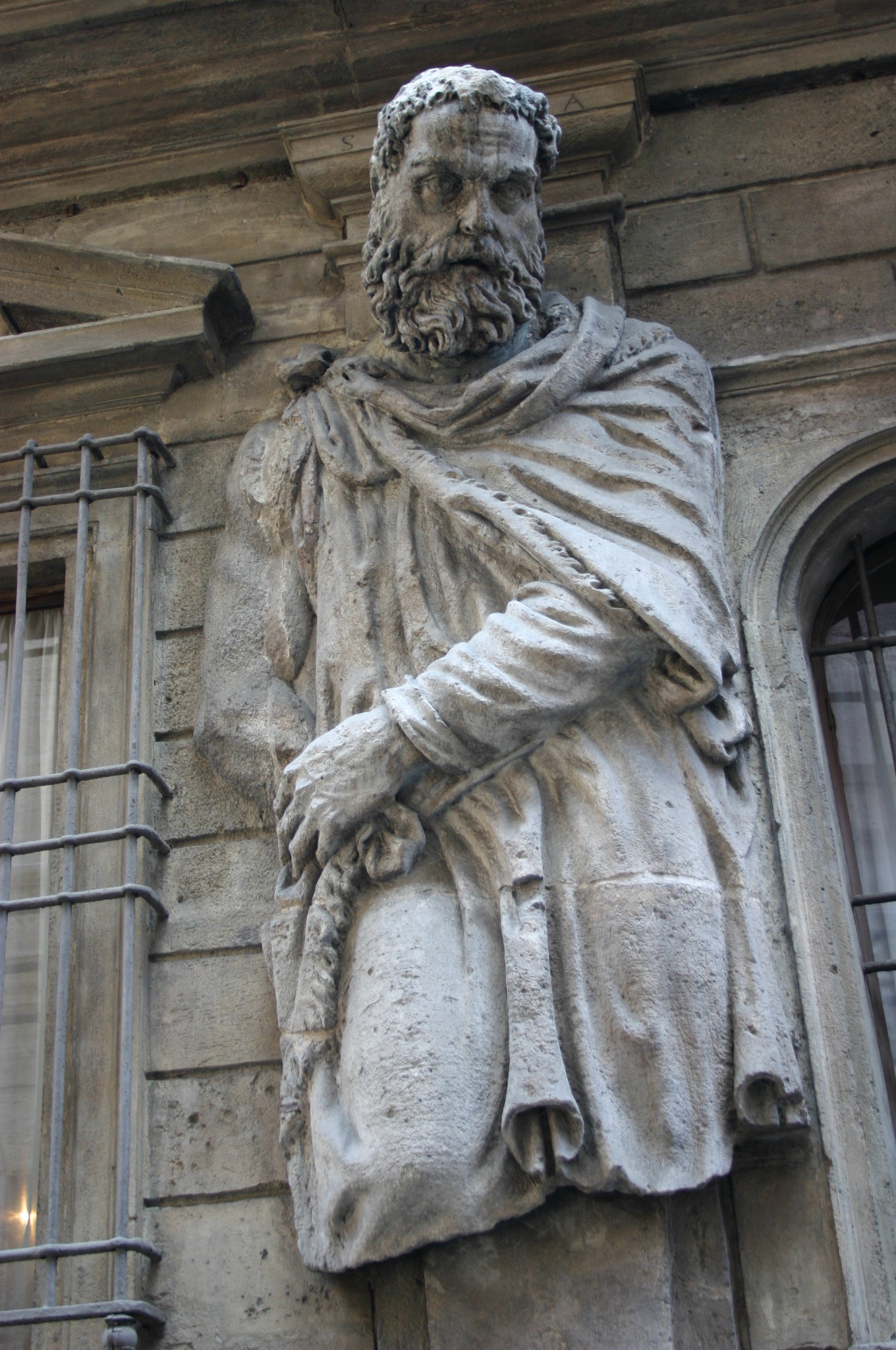
카사 델리 오메노니의 사르마티아인 조각상 모습 (이아지게스족도 비슷할 것으로 보임).

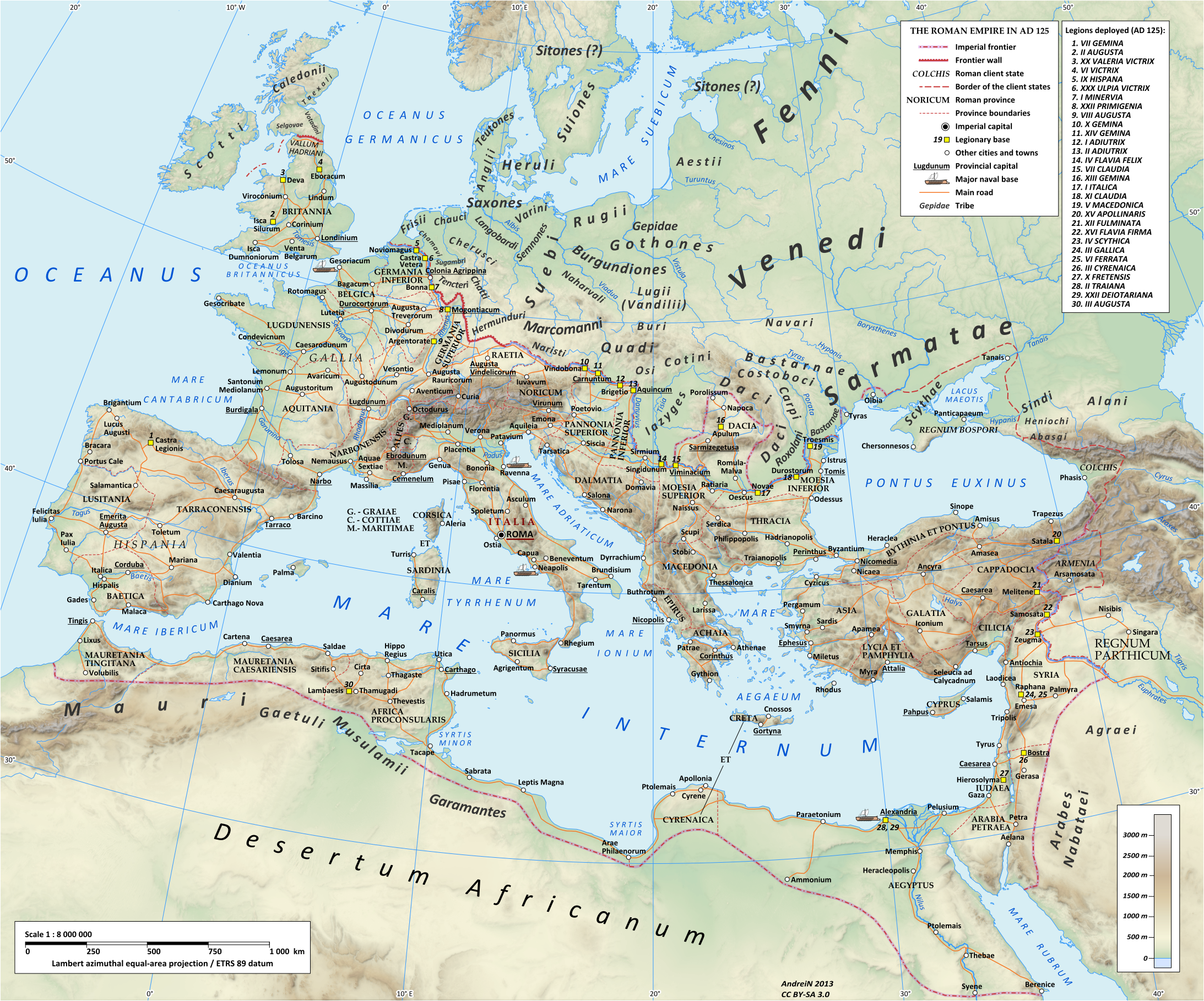
티서강 평야에 있는 이아지게스족의 위치를 나타내는 하드리아누스 치세 (서기 117-138년)의 로마 제국 지도.

이아지게스족(Iazyges)은 기원전 200년경에 중앙아시아에서 서쪽으로 현재의 우크라이나 스텝으로 이주한 고대 사르마티아계 부족이다. 기원전 44년경에는 도나우강과 티서강 사이에 있는 다키아 스텝 지역과 인접한 오늘날의 헝가리, 세르비아 일대로 이주하여 반정착생활 방식을 받아들였다.
로마와 접촉한 초기에 이아지게스족들은 로마와 다키아인들 사이의 완충지대로 이용되었다. 이 관계는 이후에 종속국 내지 위성국의 하나로 발전하였으나, 이아지게스족은 평소 로마에 대해 독립적인 국가였다. 이러한 관계가 유지되는 동안에 이아지게스족은 로마를 종종 약탈하였는데 이는 로마가 이들을 토벌하는 계기가 되고는 했다.
이아지게스족의 역사적인 주요한 사건의 대부분은 전쟁과 관련된 것들이었다. 이들은 두 차례의 다키아 전쟁에 모두 참전하여 첫 번째 전쟁 때는 다키아인들을 굴복시키는 데 로마를 도왔고 두 번째 전쟁은 다키아인을 정복하였다. 그 밖의 전쟁에는 169년과 175년 사이에 벌어진 마르코만니 전쟁이었는데, 이 전쟁에서 이아지게스족은 로마와 맞서 싸웠지만 마르쿠스 아우렐리우스에게 패하고 큰 피해를 입었다.

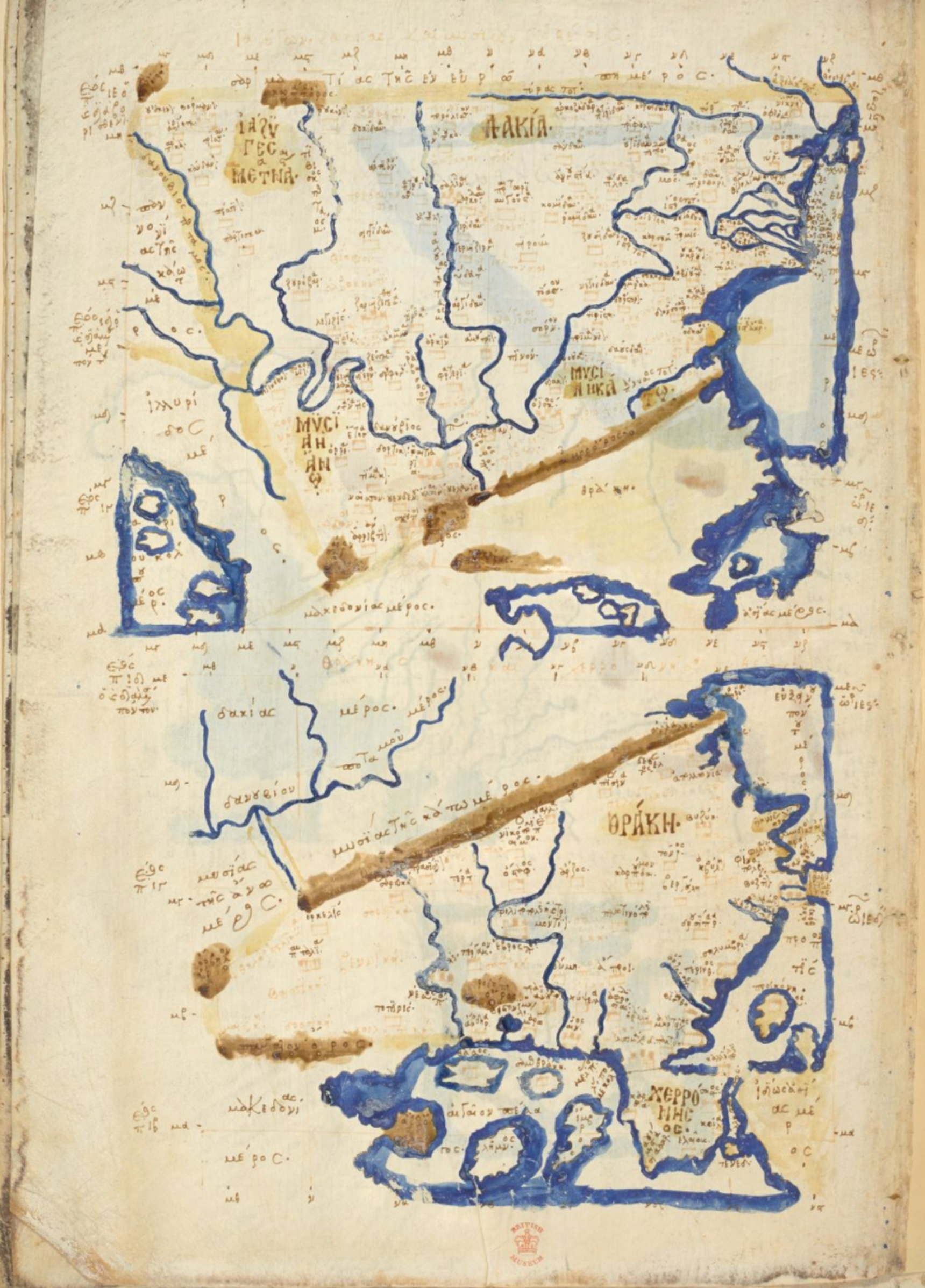
판노니아와 다키아 사이 북서쪽에 있는 이아지게스족을 나타내는, 프톨레마이오스의 ‘지리학’의 15세기 그리스어 필사본에 있는 9번 유럽 지도.

## 문화
이아지게스족이 티서강 평야로 이주하기 이전에는 유목민이었다 하더라도, 이주한부터는 반정주민들이 되었고, 도시에 살았으며, 티서강 일대의 도시들로 이주했음에도 가축들을 방목하게 내버려두었다. 고대 이란어의 방언을 사용했으나, 마찬가지로 고대 이란어 계열인 다른 사르마티아 방언과는 꽤나 달랐다. 로마인 저술가 가이우스 발레리우스 플라쿠스에 따르면, 이아지게스인이 전장에서 싸우기에 너무 나이가 들게 되면, 아들들에게 죽거나, 지리학자 폼포니우스 멜라에 따르면 이들을 바위 아래로 던져버렸다고 한다.

### 어원
이아지게스(Iazyges)라는 이름은 ‘이아지게스 메타나스타이’(라틴어: Iazyges Metanastae, (고대 그리스어: Ἰάζυγες Μετανάσται) 혹은 야지게스(라틴어: Jazyges), 또는 이따금식 ‘약사마타이’(라틴어: Iaxamatae)로 라틴화되었다. 이아지게스족의 이름은 또한 자주 ‘이아주게스’(Iazuges)로 표기되기도 했다. ‘야자마타이’(라틴어: Jazamatae), ‘이아시다이’(Iasidae), ‘라티게스’(Latiges), ‘키지게스’(Cizyges) 등의 이아지게스족의 이름에 대한 몇몇 잘못된 명칭들도 존재한다. 이름에 대한 어근은 ‘제물을 바치다’를 의미하는 원시 이란어군 ‘야즈-‘(*yaz-)에서 비롯한 것일 수 있으며, 아마 종교적 희생 의식을 전문적으로 하는 계급 및 부족들을 나타낸 것으로 추정된다.

19세기 프랑스 고전학자 피터 에드먼드 로랑에 의하면, 로마 황제 클라우디우스 치세에 이주함에 따라 ‘메타나스테’라는 이름을 부여받았던, 호전적인 사르마티아계 민족인 이아지게스 메타나스테(Iazyges Metanastæ)는 테이스강(Theiss, 티서강)의 서쪽과 그란강(Gran, 흐론강) 그리고 도나우강의 동쪽 산맥에 살았다고 한다. 그리스어인 메타나스타이(고대 그리스어: Μετανάσται)는 ‘이주민’을 뜻한다. 스키타이인과 사르마티아인 연합체는 스스로를 이아지게스라고 칭했는데, 이를 로랑은 고대 교회 슬라브어 ѩзꙑкъ (językŭ, "말, 언어, 민족")와 연결시켰다.

### 장례 풍습
이아지게스족들이 만든 무덤들은 대개 직사각형이나 원형이었으나, 일부는 달걀 모양, 육각형, 심지어는 8각형이기도 했다. 이 무덤들은 평평했고 오늘날의 공동묘지들처럼 모여있었다. 대부분의 무덤의 출입구는 남쪽, 남동쪽, 남서쪽을 향하였다. 출입구는 너비 0.6 미터 (2 ft 0 in)와 1.1 m (3 ft 7 in) 사이였다. 무덤 그 자체 크기는 지름 5 m (16 ft)와 13 m (43 ft) 사이였다.
티서강 평야로 이주한 뒤, 이아지게스족은 심각하게 빈곤하였다. 이런 점은 무덤에서 발견된 빈곤한 장신품에서 반영되었으며, 진흙 그릇, 유리구슬, 그리고 이따금씩 브로치로 자주 채워졌다. 철제 단검과 도검 등은 무덤에서 아주 드물게 발견되었다. 이아지게스족의 브로치와 팔찌는 라텐 양식의 것이었고, 다키아인들이 이아지게스족에 분명한 영향을 미친 것을 보여준다. 이후에 무덤들은 물질적 부의 면에서 증감이 나타나있다. 2세기에서 4세기 초의 무덤들은 86%가 무기류가 있었고 5%는 갑옷이 있었다. 로마 국경을 따라 있는 이아지게스족의 무덤들은 강한 로마의 영향을 보이기도 하였다.

### 식단
판노니아 분지로 이주하기 이전, 흑해 북서쪽 해안가에 있는 티라스의 북쪽에 살고 있던 이들에 대해서, 지리학자 스트라본은 이아지게스족의 식단이 대부분 ‘꿀, 우유, 치즈’로 이뤄졌다고 하였다. 이주한 이후로, 이아지게스족은 가축을 기르던 민족이었고, 이들은 고기를 저장하는 데 소금이 필요하였지만 영토 내에는 소금 광산이 없었다. 카시우스 디오에 의하면, 이아지게스족은 로마인들한테서 곡물을 얻었다.
이아지게스족은 걸어쓰고 비대칭의 무게가 불균형하게 분배된 맥주통 모양의 그릇을 사용하였다. 그릇을 거는 데 쓰인 줄은 측면 이음고리의 가장자리 주변으로 둘러싸여 있었는데, 이 밧줄이 그릇에 탄탄하게 묶여 있어, 그릇이 원모양으로 외전할 수 있게 하였다고 믿어진다. 회전하려는 움직임 때문에, 이 그릇의 사용법에 대한 몇 가지 이론들이 존재한다. 조그맣고 달아쓰는 그릇은 발삼이 아닌 봉선화(노랑물봉선)를 사용한 알코올을 발효하는 데 사용되었고, 큰 것에는 버터와 치즈를 만드는 데 사용되었다고 믿어진다.

### 군사
이아지게스족은 슈가로프 헬름, 철, 청동, 각양구조, 말굽으로 만든 어린갑 등의 무거운 갑주를 갖췄으며, 이 어린갑은 가죽 보호복에 꿰매어 있어서 비늘조각들이 부분부분 포개어졌다. 이아지게스족들은 콘투스라 불린, 기다랗고 두 손으로 사용하는 랜스를 사용했으며, 마갑을 갖춘 말에서 랜스를 휘둘렀다. 이아지게스족의 군대는 전적으로 기병 중점이었다. 그리고 이들은 말에 안장 깔개를 사용한 것으로 여겨진다. 본래 갈리아족한테서 비롯한 것이긴 하지만, 이아지게스족은 트럼펫 같은 관악기를 사용했던 것으로 생각된다.

### 종교
이아지게스족의 마을 중 하나인 보르마논은 온천이 있던 것으로 생각되는데 ‘보름’(Borm)으로 시작되는 취락들의 이름이 온천이 있는 장소를 나타내는 데 유럽의 부족들 사이에서 공통적으로 사용되었기 때문이었는데, 이런 온천이 있던 곳들은 여러 켈트 부족민들한테 종교적으로 중요한 장소였다. 그렇지만 온천의 종교적 중요성이 그 개념 자체적으로 이아지게스족한테도 전파되었는지에 대해선 알려져 있지 않다. 이아지게스족은 종교의식에서 말꼬리를 사용하였다.

## 경제
이아지게스족이 티서강과 다뉴브강 사이의 평야로 이주했을 때, 이들의 경제는 극심하게 나빴다. 폰투스 스텝 및 흑해와의 교역이 끊기고 영토 내 광물 자원의 부재가 이들의 교역 수준을 낮추었다는 등 많은 설명들이 이 빈곤에 대해 제시되었다. 추가적으로, 로마는 크게는 잘 조직된 군대 때문에 이아지게스족의 과거 이웃들보다 약탈하기 훨씬 어려운 적들이라는 것을 보여주었다. 이아지게스적은 자신들의 역사 대부분 동안에 대규모로 조직화된 교역품을 갖춰 본 적이 없었다. 이에 따라, 교역품들의 대부분은 이웃한 민족들한테 소규모 약탈을 통해서 얻은 것들이었고, 그럼에도 일부 부수적인 원예 농업을 행하기는 했다. 일부 도기 작업장들이 로마의 국경과 인접하고 이아지게스족의 영토 내에 있던 바나트에서 발견되었다. 이 도기 작업소들은 3세기 말에 지어진 것들이고 브르샤츠–치르벤카, 그라디나리–셀리스테, 티미쇼아라–프라이도르프, 티미쇼아라–드라가시나, 호도니, 판체보, 돌로보, 이즈빈 시 야부차 등에서 발견되었다.
폰투스 스텝 및 흑해 지역에 대한 이아지게스족의 교역은 이들의 경제에 극도로 중요하였다. 마르코만니 전쟁 이후, 마르쿠스 아우렐리우스는 다키아를 통한 록솔라니족과의 교역을 통해 이들에게 화해의 움직임을 제시하며, 이아지게스족들을 흑해 교역망과 재연결시켜주었다. 이 교역로는 260년까지 지속되다가, 고트족들이 티라스와 올비아를 차지하면서, 록솔라니 및 이아지게스족 들의 폰투스 스텝 교역망을 끊어 놓았다. 이아지게스족은 또한 로마인들과 교역하기도 했지만, 이 교역은 규모 면에서 작았다. 로마의 다뉴브 리메스 전체를 따라 흩어져 있는 로마의 주화들이 존재하는 한편, 이아지게스족의 영토 내에서 이런 주화들이 가장 집중되어 나타난다.

### 수입품
이아지게스족은 이들의 역사상 정교한 상품을 만들어본 적이 없었기 때문에, 수입된 도자기 출토품들이 산재되어 있었다. 청동이나 은으로 된 그릇, 암포라, 점토 도기, 램프 같은 일부 물건들은 극도로 드물거나 존재하지 않았다. 일부 암포라와 등잔들이 일반적으로 로마 국경과 인접한 강의 도하 지점 근처의 이아지게스족 영토에서 발견된바 있으며, 그럼에도 이런 물건들이 출토되는 곳들은 상품들이 이아지게스족의 영토, 취락 또는 집단 매장 지역의 일부인지 혹은 발견지나 근처에 주둔하고 있던 로마 병사들의 잃어버린 소유물인지 판별하는 것을 어렵게 하고 있다.
가장 흔하게 발견된 수입 도기류는 ‘테라 시질라타’였다. 이아지게스족의 공동묘지에서, 단 하나의 완전한 ‘테라 시질라타’ 그릇과 많은 수의 조각들이 바나트에서 발견되었다. 이아지게스족의 취락 내 ‘테라 시질라타’는 일부 경우들에서 혼란을 주고 있는데, 이따금 출토 지역과 관련한 도자기들의 시간 범위를 결정하는 걸 어렵게 할 수 있으며 결론적으로 로마 시대 혹은 이아지게스족이 지배하던 이후에 자기들이 출토지에 있게 되었는지 추정하기 어렵다. 부정확한 시기의 ‘테라 시질라타’ 출토품들이 데타, 코바치차-차파시, 코빈, 바나트스카 팔란카, 판체보, 브르샤츠, 즈레냐닌-바트카, 돌보, 델리바타, 페를레즈, 아라다츠, 보토시, 보차르 등에서 발견됐다. 이아지게스족의 영토 시절에 만들어진 것으로 확인은 되나 시기 자체는 불명한 ‘테라 시질라타’ 출토품들이 티미쇼아라-치오레니, 호도니, 이에차 미커, 티미쇼아라-프라이도르프, 사트키네즈, 크리치오바, 베치케레쿨 미크, 포에니-셀리슈테 등에서 밝견되었다. 시기가 정확한, 서기 3세기경의 ‘테라 시질라타’의 출토품들은 티미쇼아라-프라이도르프에서 발견되었다. 암포라 조각들은 티미쇼아라-치오레니, 이에차 미커, 티미쇼아라–프라이도르프, 사트키네즈, 빌레드에서 출토되었다. 이 출토품들 모두는 이아지게스족의 것으로는 확인되었지만 그 어느 것들도 명확한 연대 시기는 나오지 않았다.
중요한 로마 그리고 후대에 이르러서는 이아지게스족의 거점인 티비스쿰에선, 아주 적은 양의 수입 도기들이 3세기 혹은 그 이후에 수입되었다. 수입 도기들은 ‘테라 시질라타’, 암포라, 광택제를 칠한 자기, 무늬가 각인된 흰색 자기 등으로 이뤄졌다. 수입 자기들의 7%만이 3세기나 그 이후의 것인 ‘후기 시대’것이었고, 나머지 93%는 2세기나 그 이전의 것인 ‘초기 시기’의 것이었다. 광택제를 두른 자기는 티비스쿰에서는 거의 없었으며, 초기 시대의 출토품들은 바르보틴이 장식된 몇 안되는 것들과 ‘CRISPIN(us)’으로 각인이 된 것들뿐이었다. 후기 시기의 출토품들은 내부와 외부에 상감이 되어 있는 소수의 광택이 발라진 그릇 조각뿐이었다. 가장 흔한 암포라 유형은 ‘Dressel 24 similis’이다. 출토품들은 하드리아누스 치세부터 후기 시기까지이다. 서기 3세기에서 4세기 사이의 것으로 추정되는 Carthage LRA 4 유형 암포라는 티비스쿰-이아즈에서 발견되었고 Opaiţ 2 유형 암포라는 티비스쿰-우파에서 나왔다.

## 지리
이아지게스족의 마을 8개에 관한 기록들이 남아있으며, 이 마을들은 각각 우스케눔, 보르마눔, 아비에타, 트리숨, 파르카, 칸다눔, 페시움, 파르티스쿰이었다. 그 밖에 겔레르트 언덕에도 취락이 있었다. 이아지게스족의 수도는 파르티스쿰으로, 오늘날 헝가리에 있는 도시인 케치케메트와 대략적으로 일치하는 위치에 있었다. 아퀸쿰과 포롤리숨을 연결하고, 오늘날 얼베르티르셔 지역 인근을 지나치는 로마 도로가 이아지게스족의 영토 대략 200 마일 (320 km)을 통과했다고 여겨진다. 이 도로는 그 후로 흑해의 도시 국가들로 이어졌다.
이아지게스족이 지배하던 다뉴브강과 티서강 사이의 평야는 이탈리아와 유사한 사이즈였고 대략 1,000 mi (1,600 km) 길이였다. 이 지대는 소수의 언덕들이 존재하던 대부분이 습지였고 채광을 할만한 금속이나 광물이나 없었다. 이러한 자원 부족과 로마인들이 이아지게사족을 보호하려 마주했을 문제점들은 로마인들이 이아지게스족들을 속주로 합병시키지 않고 종속국으로서 남겨둔 점을 설명하기도 한다.
잉글랜드인 출신 지도제작자 애런 애로스미스에 따르면, 이아지게스 메나스타이가 (로마령) 판노니아와 게르마니아에서 분리된 (로마령) 다키아의 동쪽 (sic)에 거주했다고 한다. 이아지게스 메타나스타이는 판노니아와 티비스쿠스강(Tibiscus, 현재는 티미슈강)에서 다키아인들을 몰아냈다.

## 역사

### 초기 역사

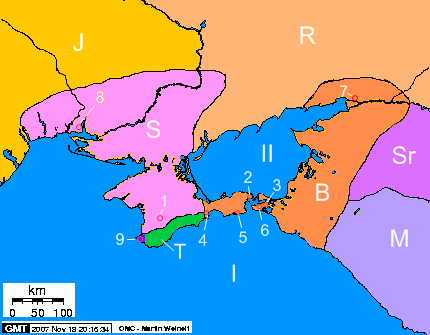
서쪽으로 이주 전 이아지게스족의 위치 (J).

기원전 3세기에 이아지게스족은 고대 그리스인들과 로마인들이 마이오티스 호수라고 불리던 아조프해 북쪽 해안가를 따라 있는 오늘날 남동쪽 우크라이나에 거주했다. 그곳에서, 이아지게스족 —최소한 그들의 일부 —흑해 해안가를 따라 오늘날 몰도바와 우크라이나 남서부가 있는 서쪽으로 이주했다. 이아지게스족의 전체가 서쪽으로 이주 안 하고 일부는 아조프해를 따라 남아 있었을 수 있으며, 이는 마타나스타이(Metanastae)라는 이름이 때때로 등장하는 것을 설명하는데, 하지만 아조프해에 남아있는 이아지게스족들은 다시 한번 언급되지 못했다.

#### 이주

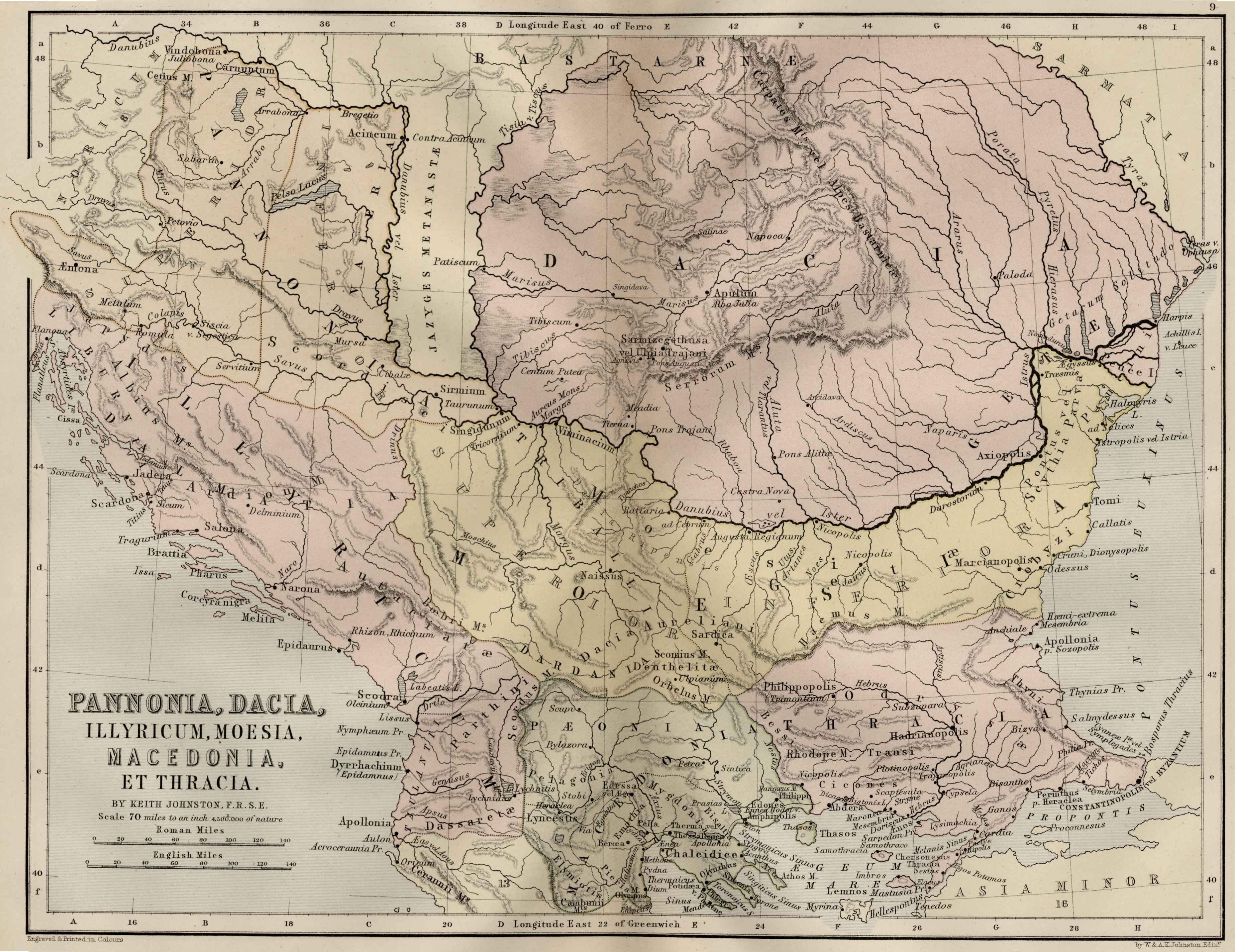
로마령 판노니아와 다키아 사이 야지게스 마타나스타이가 표시된 서기 1세기의 로마령 발칸반도 지도.

기원전 179년 이전 어느 시기인 기원전 2세기에, 이아지게스족은 드네스트르강 하류 인근 스텝지대가 있는 서쪽으로 이주하기 시작했다. 이는 이아지게스족의 동쪽에 있는 이웃 부족인 록솔라니족이 아오르시족의 압박으로 서쪽으로 이동했기 때문에 일어난 것일 수 있으며, 아오르시족 역시도 이아지게스족에 압박을 놓고 서쪽으로 이주하게끔 했다.
이아지게스족이 어떻게 그리고 언제 판노니아 평야에 진입하게 되었는지에 관한 현대 학자들의 관점들은 분분하다. 의견이 분분한 주요 문제는 로마인들이 이아지게스족들의 이주를 허용 혹은 심지어 명령했는가이며, 이 두 의견측 모두 이주 시기에 대해 논의하는 그룹으로 세분화된다. 얼푈디 언드라시는 이아지게스족이 로마의 하용이 없었더라면 판노니아의 다뉴브 지역 북동쪽과 동쪽에 있을 수가 없다고 하였다. 이 관점은 이아지게스족이 로마의 승인과 지원으로 정착을 하여 다키아인들에 대한 완충국으로서 역할을 했다고 하는 주장을 한 허르머터 야노시의 지지를 받았다. 모치 언드라시는 기원전 26년에 집정관이던 그나이우스 코르넬리우스 렌툴루스 아우구르가 판노니아와 다키아 사이의 완충국으로써의 이아지게스족의 정착에 대한 책임이 있다고 제시하였다. 그렇지만, 모치는 또한 이아지게스족이 점진적으로 정착했을 수도 있어, 그래서 초기에는 이들이 로마인들의 눈에 띄지 않았다고 주장하기도 했다. 존 윌크스는 이아지게스족이 아우구스투스 치세 말 (서기 14년)이나 서기 17년과 20년 사이의 어느 시기에 판노니아 평야에 도달했다고 생각했다. 콘스탄틴 다이코비치우는 이아지게스족이 로마인들이 이들에게 완충국이 되라고 한 뒤인 서기 20년 무렵에 판노니아에 진입했다고 주장했다. 코리올란 오프레아누는 이아지게스족이 판노니아 평원에 정착하기를 요청 혹은 명령을 받았고, 또한 시기는 서기 20년 무렵이라는 이론을 주장했다. 게오르게 비키르와 이온 호라치우 크리샨 등은 이아지게스족이 서기 20년 무렵인 티베리우스 치세에 대량으로 판노니아 평원에 처음으로 진입하기 시작했다고 주장했다. 이아지게스족이 로마인들 때문에 진입했다던가 후기에 들어 허가를 받았다고 보지 않는 주요 학자들에는 도이나 베네아, 마르크 스쿠킨, 제노 피트즈. 도이나 베네아는 이아지게스족이 로마의 개입이 없이 서기 1세기 전반기 어느 시기에 판노니아 평야로 서서히 들어섰다고 하였다. 제노 피트즈는 이아지게스족이 점진적으로 정착하기는 했지만, 서기 50년 무렵에 ‘대량으로’(en masse)’ 판노니아 평야에 도달했다는 이론을 밀어붙였다. 마르크 스쿠킨은 서기 50년 무렵 어느 시기에 이아지게스족이 스스로 움직였다고 하였다. 안드레아 바다이는 다키아인들이 서기 20-50년 기간에 로마에 활발하게 위협을 주지 않았기에 전략적 근거가 부족한 점을 인용하며, 로마가 이주를 허용했다던가 혹은 명령했다고 하는 이론에 반대되는 주장을 하였다.
다뉴브강과 티서강 사이에 토지에 대한 이아지게스족의 점유는 대 플리니우스의 《박물지》 (서기 77–79년)에 언급되는데, 여기서 플리니우스는 이아지게스족이 판노니아의 분지와 평야에 사는 한편 숲과 구릉지대에는 대게 다키아인들이 남아있다고 했는데, 이들은 시간이 흘러 이아지게스족들에게 티서강으로 밀려나가게 되었다고 한다. 플리니우스의 진술은 소 세네카의 ‘자연 연구서’ (서기 61–64년)에서 초기 기록들과 일치하는데, 여기에선 세네카는 이아지게스족을 여러 민족들을 나눈 국경을 논하는 데 사용하였다.
기원전 78년에서 76년까지, 로마인들은 당시 이아지게스족의 영토이던 다뉴브강 이북으로 원정을 펼쳤는데 이아지게스족이 로마와 전쟁 중이던 폰토스의 미트리다테스 6세와 동맹을 맺었기 때문이었다. 기원전 44년에 다키아의 왕 부레비스타가 죽고 그의 왕국이 붕괴하기 시작했다. 이 사건 뒤에, 이아지게스족이 오늘날 헝가리 남중부인 도나우강과 티서강 사이에 있는 판노니아 평야의 소유권을 가져가기 시작했다. 역사가들은 이 상황이 판노니아의 속주를 보호하기 위해 자신들의 속주와 다키아인들 간에 완충국을 만들기를 바라던 로마인들의 요청으로 이뤄졌다고 가정하였다. 이아지게스족은 서기 20년 무렵 어느 시기에 이주 경로를 따라 바스테르나이, 게타이를 마주쳤고 방향을 돌려 다뉴브강 삼각주에 정착할 때까지 흑해 해안을 따라 남하하였다. 이 이동은 이전에 오비디우스가 제시한 것과 비교해서 타키투스가 제시한 것이 위치 면에서 크게 맞지 않는다는 것이 확인되었다. 고고학적 발견물들은 이아지게스족이 서기 50년 무렵에 다뉴브강과 티서강 사이의 북쪽 평야를 차지하였고, 이들이 1세기 말과 2세기 초까지는 파르티스쿰-루기오 지역이 있는 남쪽 땅을 지배하지는 못했다는 점을 알려준다.
이주의 영향들은 이아지게스족이 남겨둔 매장지 유적들에서 볼 수 있다. 전사들의 장비와 같이 사람과 나란히 묻히는, 금으로 만든 평균적인 부장품들이 없었다. 이는 이아지게스족이 과거에 경제에 있어서 중대했던 폰토스 스텝과 접촉이 없었고 이들과의 모든 교역이 끊겼기 때문이었다. 이아지게스족의 위치로 위한 또다른 문제는 무기가 될 수 있는 철과 같은 귀금속 및 광물 모두가 부족했다는 점이다. 이들은 과거의 이웃들이 지녔던 조직화되지 않은 군대와는 다르게 새로 이주한 지역 주변으로 잘 조직된 군대를 가졌던 로마인들을 약탈하는 것이 훨씬 더 어렵다는 것을 알게 되었다. 폰토스 스텝과의 교역 중단은 매장지에 쓰일 금을 위한 교역이 불가능해졌다는 것을 뜻하며 이들 중 그 누구도 금을 공급할 수 없다는 것을 추측한다. 이아지게스족이 구할 수 있던 물품들은 인접한 다키아와 켈트 사람들의 도기 및 금속뿐이었다. 철제 무기는 대단히 귀했을 것이며, 이아지게스족이 철제 무기를 가졌다하더라도, 철제 무기류가 대체되지 않기 때문에 묻히기보다는 아버지에서 아들로 전해졌을 것이다.

#### 이주 후

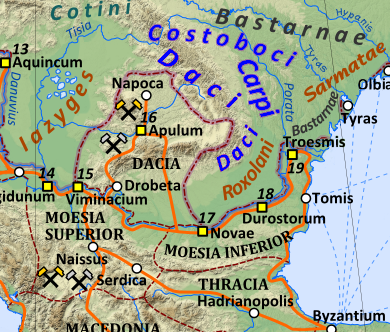
로마령 다키아 서쪽에 있는 서기 125년의 이아지게스족을 보여주는 지도

판노니아 분지 정복 이후에, 이아지게스족은 남아있던 게르만족, 켈트족, 다키아인들 일부를 다스렸던 것으로 보이며, 오늘날 부다페스트 북쪽의 구릉지대는 게르만족의 장례 풍습이 상당한 존재감이 있던 게르만족의 관습이 강하게 있었다. 켈트식 제조 물품들이 카르파티아 분지 북쪽에서 서기 2세기 말까지 모습을 보였다.
아우구스투스 동안에, 이아지게스족은 친선 관계 요청을 위해 로마로 대사를 보냈다. 현대적 관점에서, 이 ‘친선 관계’라는 것은 불가침 조약에 가까울 수 있다. 이 시기쯤, 이아지게스의 영토 서부 지역 일부는 분명하게 어떠한 분쟁 없이 콰디족이 점거하고 있었는데, 학자 Nicholas Higham은 이들 간에 오랜 기간 협력이 있었음을 시사한다고 한다.
시간이 흘러, 티베리우스 집권기 동안, 이아지게스족은 로마의 많은 새로운 종속 부족들 중 하나가 되었다. 로마의 종속국들은 공헌을 대가로 보상을 선사하는, 로마의 보호 정책에 따라 다뤄졌다. 종속국의 왕은 ‘소키우스 에트 아미쿠스 로마니 포풀리’(socius et amicus Romani Populi, 로마인의 동맹이자 친구)라 불렸다. 그렇지만 이 관계에 대한 명확한 의무와 보상은 모호했다. 종속국이 된 이후에도, 이아지게스족은 자신들의 국경 너머 로마로 약탈을 펼쳤는데, 예시로 서기 6년에 그리고 다시 서기 16년에 그랬다. 서기 20년에 이아지게스족은 카르파티아산맥을 따라 서쪽인 판노니아 스텝으로 이주했고, 다뉴브강과 티서강 사이의 스텝 지역에 정착하였으며, 다키아인들한테서 영토를 완전히 장악하였다. 서기 50년에, 이아지게스족 기병대가 수에비족과 싸우던 로마의 콰디족 종속국 왕인 반니우스를 도왔다.
네 명의 황제의 해인 서기 69년에, 이아지게스족은 로마의 단독 황제가 된 베스파시아누스에게 지지를 보냈다. 이아지게스족은 또한 베스파시아누스의 이탈리아 침공을 위해서 군대의 부담감을 덜기 위해 다키아인들로부터 로마의 국경을 지키겠다는 제안을 보내기도 했었다. 그렇지만 이아지게스족이 점령 혹은 배반할 것을 우려한 베스파시아누스는 거절하였다. 베스파시아누스는 이아지게스족의 족장들에게 자신의 부대에서 복무할 것을 요구하였는데 이를 통해서 이아지게스족이 다뉴브강 주변의 비무장지대에 대한 공격을 할 수 없었기 때문이었다. 베스파시아누스는 게르만 및 다키아 부족들 대부분한테서 지지를 받았다.
도미티아누스의 다키아 원정은 대게 성공적이지 못했다. 그렇지만 로마인들은 도미티아누스가 심지어 다키아의 왕 데케발루스에게 전쟁을 끝내는 데 매년 지불금 800만 세스테르세스를 지불했음에도 그가 이 원정을 승전으로 주장할 수 있게 한 소규모 산전 승리를 거뒀다. 도미티아누스는 로마로 돌아와 완전한 개선식이 아닌, 소규모 축하식인 오바티오 행사를 선사받았다. 도미티아누스가 22번의 군사적 승전으로 임페라토르 칭호를 수여받은 것으로 판단할 때, 이 경우는 분명하게 제한을 받은 행사이며, 도미티아누스의 주장이 무엇이 되었든지 민중 혹은 최소한 원로원이 이 전쟁이 보다 비성공적인 전쟁이었음을 알고 있었음을 나타낸다. 그런데 서기 89년에, 도미티아누스는 콰디족 그리고 마르코만니족과 마찬가지로 이아지게스족을 공격했다. 이 전쟁에 관해서 알려진 것은 거의 없지만 로마인들이 패배한 것으로 기록되어 있으며, 그럼에도 로마군이 이아지게스족의 동시다발적 공격을 다키아 땅으로 몰아낸 것은 알려져 있다.
18}}
서기 92년 초에, 이아지게스족, 록솔라니족, 다키아족, 수에비족은 오늘날 크로아티아, 세르비아 북부, 헝가리 서부 등으로 이뤄진 로마의 판노니아 속주를 공격했다. 도미티아누스 황제는 콰디족과 마르코만니족에 이 전쟁에 병력을 보낼 것을 요구했다. 이 두 종속 부족은 병력을 보내는 것을 거부했고 이에 로마는 마찬가지로 이들에도 전쟁을 선포했다. 서기 92년 5월에, 이아지게스족은 교전에서 라팍스 제21군단을 전멸시켰다. 그럼에도 도미티아누스는 다음 해 1월에 이 전쟁을 승리로 종전시켰다고 전해진다. “Signis a Sarmatis Resitvtis”라는 문구와 더불어, 로마의 군단기와 있는 이아지게스인이 무릎을 꿇고 있는 모습을 나타내는 희귀한 아우레우스 주화를 바탕으로 하여, 전멸당한 라팍스 제21군단에서 탈취당한 군단기가 종전 때 로마에 반환된 것으로 여겨진다. 서기 89년과 92년의 이아지게스-로마 전쟁에 관한 기록들이 뒤섞여 있기는 했지만, 이 전쟁들은 별도의 전쟁들이었고 같은 전쟁의 연속이 아니었음을 보여준다. 로마 속주에 인접한 민족들과 이아지게스족이 끼친 위협은 트라야누스 황제가 98년 말과 99년 초에 다뉴브강 하류와 중류로 건너가 존재하던 요새 시설을 사찰하고 더 많은 요새와 도로의 건설을 시작할 만큼 대단했다.
로마 역사가 타키투스는 서기 98년에 쓰인 자신의 저서 ‘게르마니아’에 종속 관계가 시작된 정확한 시기는 알려져 있지 않지만, 오시족이 이아지게스족과 콰디족에 공물을 바치고 있다라고 기록을 남겼다.
플라비우스 왕조 기간, 이아지게스족의 왕들의 아들은 공식적으로는 영예였지만 실상은 인질로서 로마군에서 훈련을 받았는데 이아지게스 왕들이 이아지게스족에 완전한 권력을 지녔기 때문이었다. 이아지게스족 대공들의 군대에 지원하겠다는 제안들이 있기는 했지만 이들이 전쟁에서 반란을 일으키거나 도주할 것을 우려하였기 때문에 거절당했다.

### 다키아 전쟁
이아지게스족과 다키아인 들의 동맹은 로마인들이 라인강보다 다뉴브강에 더 많은 관심을 두게 했다. 이 상황은 로마 군단들의 배치에서도 보여지는데, 아우구스투스의 집권기 동안에 라인강을 따라 8개 군단들이 배치되어 있었으며 마인츠에 4개, 쾰른에 네 개가 있었다. 그렇지만 아우구스투스의 치세에서 100여 년 안에, 로마의 군사적 자원들은 라인강보다 다뉴브강을 따라 모이게 되었고, 다뉴브강을 따라 9개 군단이 배치되었고 라인강에는 하나만이 있었다. 그렇지만 마르쿠스 아우렐리우스 시기쯤에, 12개 군단이 다뉴브강을 따라 있었다. 또한 로마인들은 독일에서 흑해까지 이어지는 다뉴브강의 우쪽 기슭을 따라 여러 요새들을 지었고, 그리고 라이티아, 노리쿰, 판노니아에 있는 군단들은 다리목 요새들을 지었다. 이후에, 이 방어 체제는 포에토비오, 브리게티오, 카르눈툼 등의 중요한 카스트라와 더불어 다뉴브강 하류로 확장되었다. 클라시스 판노니카와 클라시스 플라비아 모이시카 등은 각각 다뉴브 우쪽과 아래쪽에 배치되었다. 그렇지만, 이 함대들은 수많은 철문의 소용돌이와 폭포를 넘어가야만 했다.

#### 제1차 다키아 전쟁
이아지게스족의 도움으로, 트라야누스는 군단을 이끌고 101년에 데케발루스 왕에 맞서 다키아로 이끌고 갔다. 이렇게 대규모 병력이 다뉴브강을 건너도록 하기 위해, 로마의 핵심 건축가인 다마스쿠스의 아폴로도로스는 철문의 깎아지른 표면에서 외팔보를 사용해 철문을 통과하는 다리를 지었다. 이러한 방식으로 그는 다뉴브강에 놓인 6개 교량으로 이뤄진 거대한 다리를 지었다. 트라야누스는 이 다리를 다키아에 깊숙하게 공격하는 데 사용하여, 데케발루스 왕을 항복하게 하고 종속국 왕이 되게 하였다.

#### 제2차 다키아 전쟁
그렇지만 트라야누스가 로마에 돌아오자마자, 데케발루스는 로마 영토로 약탈을 시작했고 또한 로마의 종속 부족이었던 이아지게스족을 공격했다. 트라야누스는 데케발루스를 몹시도 강력한 상태로 내버려 둔 것에 실수를 저질렀다고 결론을 지었다. 서기 106년에, 트라야누스는 이 전쟁에서 로마를 도왔던 유일한 야만 부족이자 다키아와 동맹을 맺지 않은 다뉴브 지역 내 유일한 야만 부족이던 이아지게스족의 도움을 다시 받아, 11개 군단으로 다시 한번 다키아를 침입했다. 이아지게스족은 두 번의 다키아 전쟁에서 로마를 도운 유일한 부족이었고, 다키아로 빠르게 밀려들었다. 데케발루스는 자신이 처형을 당하기 앞서 개선식에서 구경거리가 될 것을 알았기에 포로로 잡히기보다는 자살을 하기로 택했다. 서기 113년에 트라야누스는 다키아를 다뉴브 동쪽에 있는 최초의 로마 속주인 새로운 로마 속주로 합병하였다. 그런데 트라야누스는 티서강과 트란실바니아산맥 사이의 스텝 지대를 다키아 속주로 포함시키지 않고 이아지게스족들을 위해 남겨두었다. 로마로 돌아온, 트라야누스는 사치스러운 검투 경기와 전차 경주 등이 열린 123일간 계속된 개선식을 수여받았다. 다키아의 금광에서 나온 부가 이 호화로운 공공 행사 그리고 다마스쿠스의 아폴로도로스가 설계하고 지은 트라야누스 원주 등에 쓰였다. 트라야누스 원주는 100 피트 (30 m) 높이에 2,500명의 인물들로 채워진 23개의 나선형 띠가 있었으며, 다키아 전쟁에 관하여 완전한 묘사를 하고 있다. 고대 사료에선 노예 500,000명이 전쟁에서 붙잡혔다고 전하지만 현대 자료에서는 붙잡힌 노예가 100,000명에 가까울 것으로 본다.

### 다키아 전쟁 이후

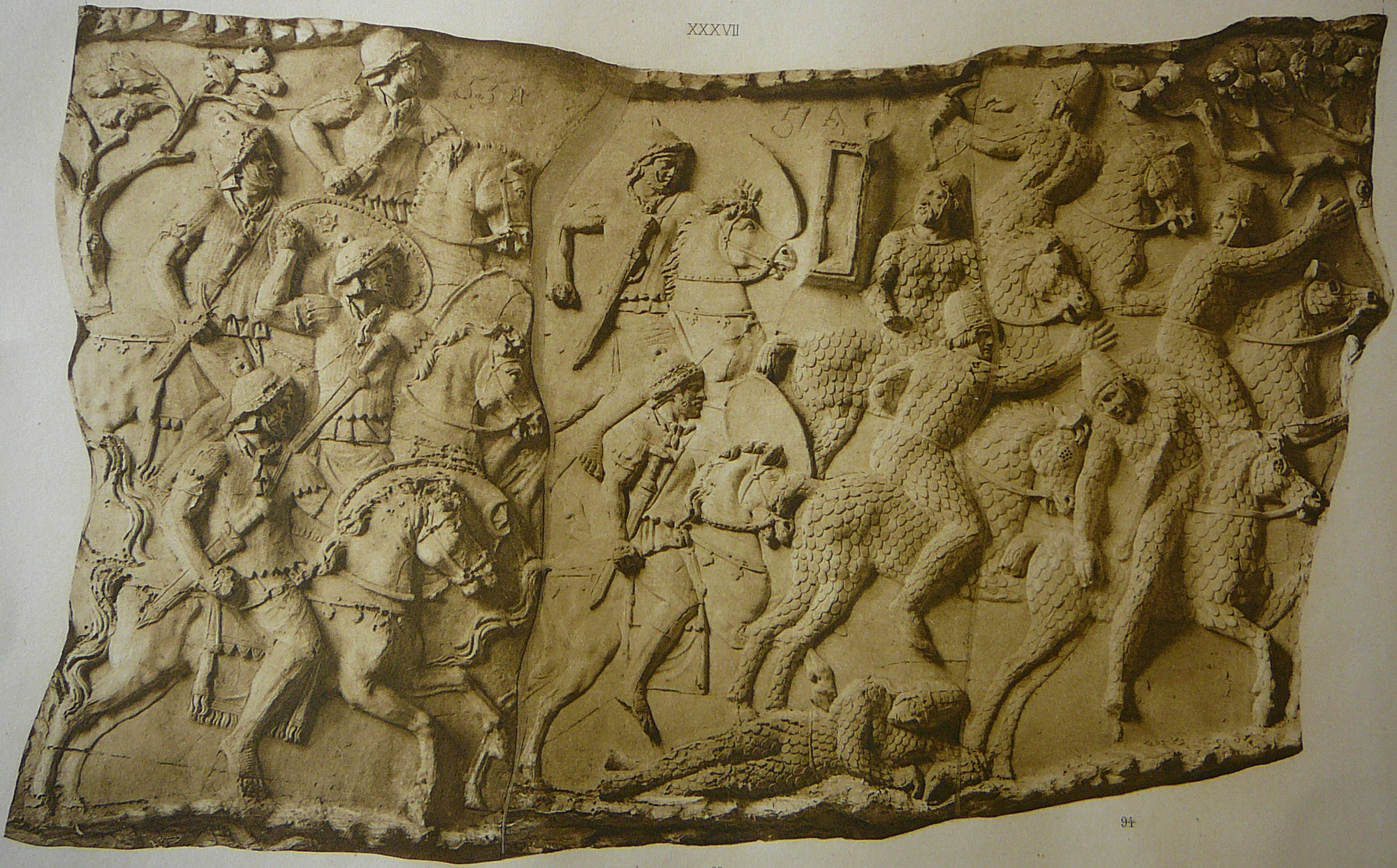
사르마티아 기병 (오른쪽)과 싸우는 로마 기병 (왼쪽).

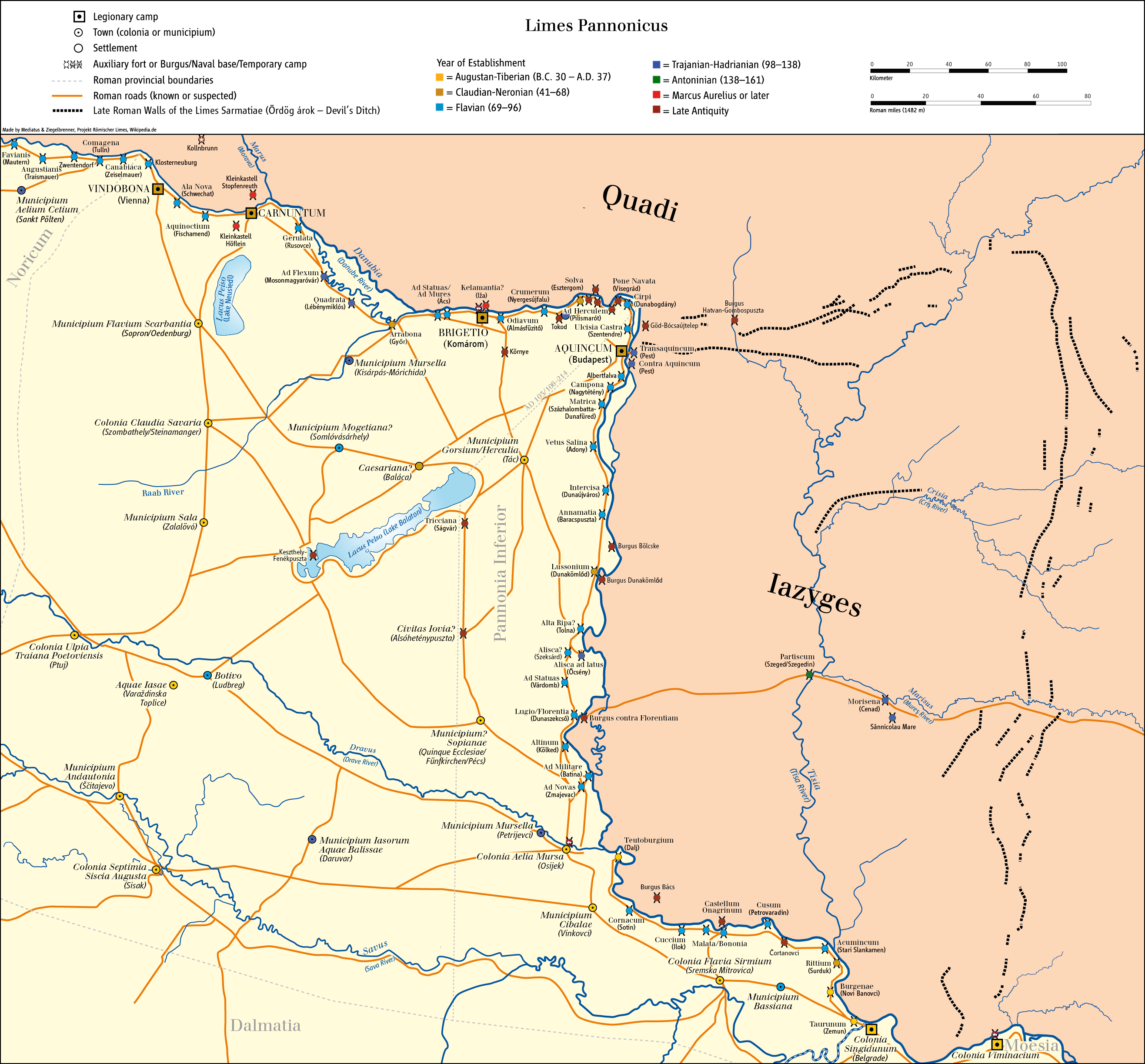
로마 영토와 인근 부족들 사이에 지어진 리메스 (악마의 제방, 이아지게스족 영토 주변 윤곽).

올테니아 지역의 소유권은 이아지게스족과 로마 제국 사에의 분쟁의 원인이 되었다. 이아지게스족은 다키아인들이 올테니아를 차지하기 전부터 본래 이곳에 거주했었지만, 다키아를 속주로 세우기로 마음 먹은 트라야누스가 일으킨 제2차 다키아 전쟁 중에 로마로 편입되었다. 이 지역은 모이시아와 다키아의 새로운 로마 영토 간의 한층 더 직접적인 연결을 제공했으며, 이는 트라야누스가 이 지역을 유지하기로 결정했을 이유일 것이다. 이 분쟁은 107–108년간의 전쟁으로 이어졌고, 당시 판노니아 인페리오르 총독이자 향후 황제가 된 하드리아누스는 이들을 격퇴했다. 강화조약의 정확한 기간은 알려져 있지 않지만, 로마인들이 한 차례의 공물 지불같이 약간의 양보 형태를 대가로 올테니아를 유지한 것으로 여겨진다. 이아지게스족은 또한 이 무렵 바나트 소유권을 차지했는데 강화조약의 일부였을 것이다.
117년에, 이아지게스족과 록솔라니족이 각각 하 판노니아와 하 모이시아를 침입했다. 이 전쟁은 다키아가 이들 종족 사이에 놓였기 때문에 이들 간에 방문과 교역에 어려움이 있어서 발생한 것으로 보인다. 다키아 속주 총독 가이우스 율리우스 콰드라투스 바수스가 이 침입 중에 전사하였다. 록솔라니가 먼저 항복했는데, 그래서 로마인들이 록솔라니 왕을 쫓아내고 자신들이 택한 인물로 종속 왕을 세웠을 것이다. 이아지게스족은 로마와 강화를 맺기로 결정했다. 이아지게스족과 다른 사르미티아인들이 이전의 전쟁과 같은 이유로 123년에 로마령 다키아를 공격했다. 이들은 서로를 방문하거나 교역을 하는 것이 허용되지 못했다. 마르키우스 투르보는 로마인들이 리불루스 도미나룸의 침입 지점으로 사용했을 포타이사와 포롤리숨이라는 마을에 군단병들 1,000명을 주둔시켰다. 마르키우스 투르보는 이아지게스족을 격퇴시키는 데 성공해냈으며, 그럼에도 강화 조약 기간과 맺은 시기는 알려져 있지 않다.

### 마르코만니 전쟁

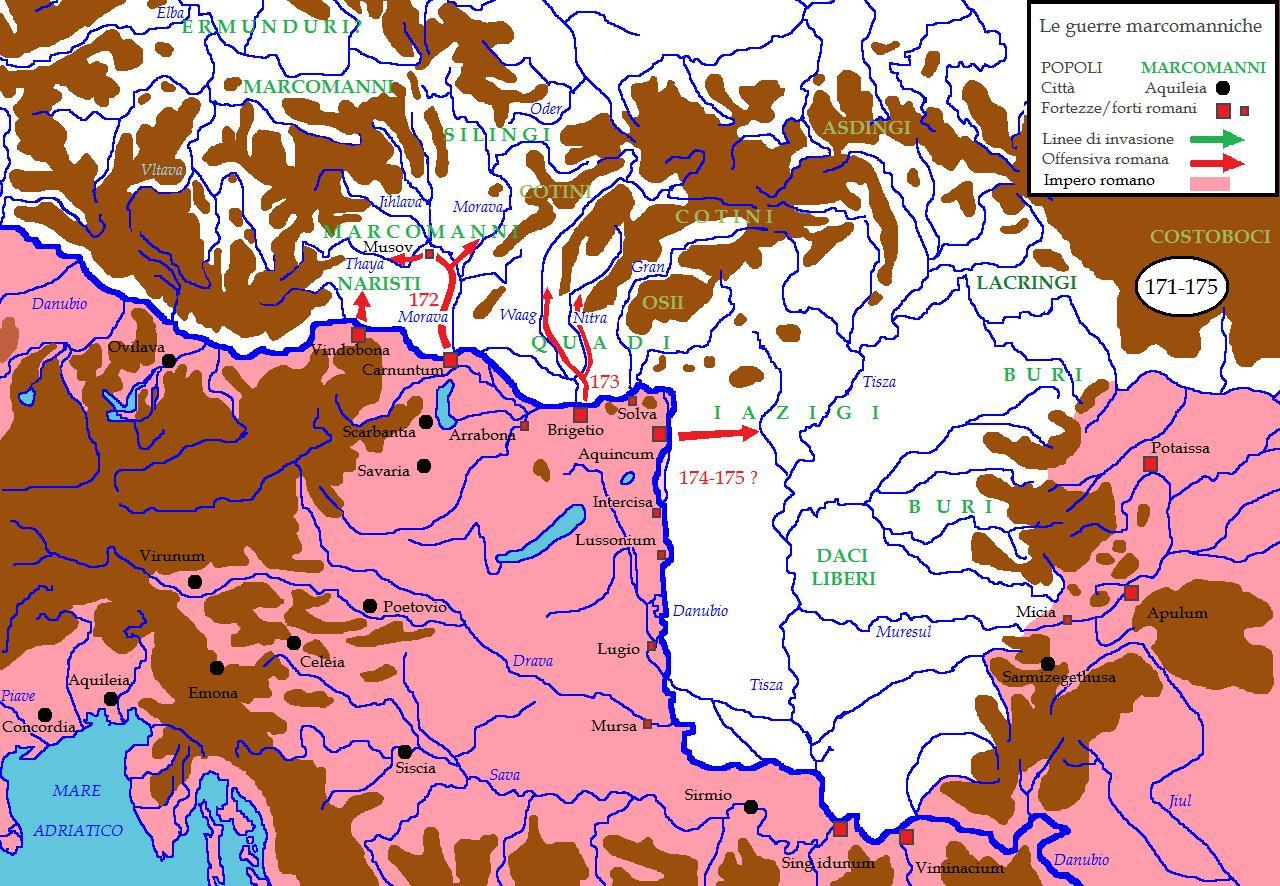
174-175년 시기 이아지게스족에 대한 로마의 공세

169년에, 이아지게스족, 콰디족, 수에비족, 마르코만니족 등이 다시 한번 로마 영토를 침입했다. 이아지게스족은 금광을 차지하려는 목적으로 알부르눔 침입을 이끌었다. 이아지게스족의 전쟁 공조에 대한 방향과 정확한 목표는 알려져 있지 않다. 파르티아 전쟁 기간에 지휘관이었고 상, 하 다키아의 총독이던 마르쿠스 클라우디우스 프론토는 몇 차례는 이들을 몰아냈으나 170년 전투 중에 사망하고 말았다. 콰디족은 172년에 항복했는데, 이들이 최초로 항복한 부족이었다. 알려진 강화 조건들은 마르쿠스 아우렐리우스가 콰디족에 자신들이 택한 종속왕 푸르티우스를 왕좌에 세우는 것과 콰디족은 리메스를 따라 있는 로마 시장에 접근이 거부되는 것이었다. 마르코만니족은 유사한 강화 조약을 받았들였지만 세워진 종속왕의 이름은 알려져 있지 않다.

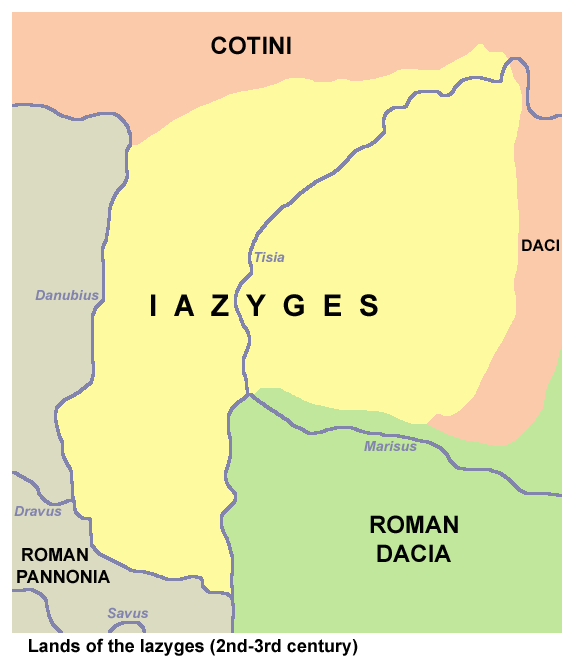
서기 2-3세기의 이아지게스족 영토.

173년에, 콰디족은 반란을 일으키고 푸르티우스를 왕좌에서 몰아낸 뒤 아리오가이수스를 왕으로 세웠으며, 그는 마르쿠스와 협상에 들어가고 싶어하였다. 마르쿠스는 마르코만니 전쟁의 성과가 더 이상 위험에 처하지 않았기에 협상을 거부했다. 이 시점에서 이아지게스족은 로마에 격퇴되지 않은 상태였다. 행동으로 옮기지 않았던, 마르쿠스 아우렐리우스는 이에 대해 걱정을 하지 않았던 것처럼 보이지만, 이아지게스족이 얼어붙은 다뉴브강을 건너 173년 말과 174년 초에 공격을 하자, 마르쿠스는 이들에 대핸 관심을 다시 돌렸다. 마르코만니족에 대한 무역 제한들이 이 시기에 부분적으로 해제되기도 했었으며, 마르코만니족들은 특정한 날 특정 때에 로마 시장을 방문하는 것이 허용되었다. 마르쿠스에 협상에 나서도록 하기 위한 시도로, 아리오가이수스는 이아지게스족을 지원하기 시작했다. 마르쿠스 아우렐리우스는 그를 붙잡아 로마로 보내는 데 1,000 아우레우스나 머리를 가져올 경우 500 아우레우스를 주는 등 그에 대한 현상금을 걸었다. 이 뒤에, 로마인들은 아리오가이수스를 붙잡았지만 그를 처형하기보다는, 마르쿠스 아우렐리우스는 그를 유배 보냈다.
173년 겨울에, 이아지게스족은 얼어붙은 다뉴브강을 넘어 공격을 했으나 로마인들은 추격에 대한 대비를 했고 이들을 다뉴브 지역까지 추격했다. 로마 군단병들이 얼음 위에서 싸우는 훈련이 안된 걸 알았고, 자신들의 말이 얼음에서 헛디디지 않고 움직이는 훈련을 받았던 걸 알았던 이아지게스족은 로마인들이 얼어붙은 강을 건너려 할 때 이들을 공격하여 쫓아버릴 계획을 세우며 기습 준비를 했다. 그렇지만 로마군은 단단한 진형을 짰고 방패로 빙판 아래를 파내어 미끌어지지 않았다. 이아지게스족이 로마의 대열을 무너트리지 못하자, 로마인들은 반격에 나섰으며, 이아지게스족들의 창, 의류, 방패를 잡아당겨 이아지게스족들을 말에서 떨어트렸다. 빙판 위에서 미끄러지기 시작한 뒤로 양측 군대는 혼란에 빠졌고 전투는 양측의 말싸움으로 바뀌었고, 로마의 승리로 끝이 났다. 이 전투 뒤에 이앚게스족과 대개 보통은 사르마티아인들은 로마의 주적으로 선포되었다.
이아지게스족은 175년 3월 혹은 4월 초에 로마인들에게 항복하였다. 이아지게스족 고위 귀족인 바나다스푸스는 174년 초에 강화를 시도했지만 강화 제안은 거절당했고 바나다스푸스는 이아지게스족들에게 폐위당하였고 잔티쿠스로 대체되었다. 강화 조약의 조건들은 가혹하였는데, 이아지게스족은 8,000명을 보조병으로 제공하고 포로로 잡은 로마인들 100,000명을 석방할 것을 요구받았으며, 다뉴브강에서 10 로마 마일 (대략 9 마일 (14 km) 내에 거주하는 것이 금지되었다. 마르쿠스는 심지어 더욱 강력한 조건들을 부과하도록 했는데, 카시우스 디오는 마르쿠스가 이아지게스족을 완전히 박멸시키기를 원했지만 아비디우스 카시우스의 반란으로 방해를 받았다라고 전하였다. 이 강화 기간에, 마르쿠스 아우렐리우스는 로마 원로원에 강화 조약의 상세 사항들을 보내는 로마 황제들의 전통을 깼는데 이는 마르쿠스 아우렐리우스가 이 전통을 깼다라고 기록된 유일한 사례였다. 보조병 8,000명 중에, 5,500명은 빅트릭스 제6군단 에 복무하도록 브리타니아로 보내졌으며 그곳에서 상황이 심각했음을 나타낸다. 로마인들이 게르마니아와 다키아의 전쟁에 열중하고 있다고 보았던 브리튼 부족들이 반란을 일으키기로 결정한 것으로 보인다. 모든 증거물들은 이아지게스의 기병들이 인상적인 성공을 주었음을 나타낸다. 브리타니아로 보내진 5,500명은 20년간의 복무 기간에 끝났지만 고향으로 복귀하는 것이 허용되지 않았다. 마르쿠스 아우렐리우스가 이아지게스족을 제압한 후에, 그는 로마의 승리 칭호 관습에 따라 ‘사르마티쿠스’(Sarmaticus)라는 칭호를 얻었다.

### 마르코만니 전쟁 종전 후
177년에 이아지게스족, 부리족, 그 외에 게르만족 등이 로마 영토를 다시 침입했다. 178년에, 마르쿠스 아우렐리우스는 벨로나 신전에서 피 묻은 창을 가져와 이아지게스족의 땅에 집어던졌다고 한다. 179년에, 이아지게스족과 부리족은 제압당하였고, 이아지게스족은 로마와 강화를 받아들였다. 강화 조약은 이아지게스족에 추가적인 제재를 가했지만 또한 약간의 용인도 있었다. 이아지게스족들은 다뉴브강의 어느 섬에도 머무를 수 없었고 다뉴브강에도 배를 댈 수가 없었다. 그렇지만 이들은 다키아 총독의 인지와 승인이 있을 경우 다키아를 통과하여 록솔라니족을 방문하고 교역하는 것이 허용되었으며, 특정한 날 특정한 시기에 로마 시장에서 교역을 할 수가 있었다. 179년에, 이아지게스족과 부리족은 로마가 전쟁을 끝까지 수행할 것이고 빠르게 강화조약을 맺지 않을 것이라는 확신을 얻은 후에 로마의 콰디족과 마르코만니족에 관한 전쟁에 참전했다.
183년에 맺어진 조약의 일부로써, 콤모두스는 콰디족과 마르코만니족이 이아지게스족, 부리족 혹은 반달족과 전쟁을 일으키는 걸 금지시켰는데, 이 점은 이 시기에 세 부족이 로마의 충실한 종속 부족들이었음을 시사한다. 하지만 214년에, 카라칼라는 이아지게스족 영토로 공격을 이끌었다. 236년에, 이아지게스족은 로마를 침입했지만 황제 막시미누스 트락스에 패하였고, 트락스는 승전 뒤에 사르마티쿠스 막시무스(Sarmaticus Maximus)라는 칭호를 얻었다. 이아지게스족, 마르코만니족, 콰디족은 248년에 다 함께 판노니아를 공격했고, 또다시 254년에도 공격했다. 로마에 대한 이아지게스족의 공격의 수가 크게 늘어난 이유로는 고트족이 성공적인 침공을 이뤄내, 이아지게스족과 그 밖에 부족들에도 자신감을 불어넣을 것이라는 점이 제시되었다. 260년에, 고트족들은 티라스와 올비아 등의 도시를 점령하며, 다시 한번 폰토스 스텝과 흑해 지역에 대한 이아지게스족의 교역을 끊어놓았다. 282년부터 283년까지, 카루스 황제는 이아지게스족에 대한 성공적인 원정을 이끌어냈다.
이아지게스족과 카르피족은 293년에 로마 영토를 약탈했고, 디오클레티아누스는 전쟁을 선포하며 대응했다. 294년부터 295년까지, 디오클레티아누스는 이들을 상대로 전쟁을 벌여 승리를 거뒀다. 전쟁의 결과로서, 카르피족의 일부는 로마 영토로 옮겨져 통제될 수 있었다. 296년부터 298년까지, 갈레리우스는 이아지게스족을 상대로 성공적으로 원정을 수행했다. 358년에 이아지게스족은 로마와 전쟁 중이었다. 375년에, 발렌티니아누스 황제는 브리게티오를 타격하는 한편 이아지게스족이 보낸 사절단과 만나기도 했다. 고트족의 이주 시기 무렵, 이아지게스족은 북쪽과 동쪽 국경에서 고트족들에게 둘러싸이게 되었고, 가장 긴장도가 높았던 콘스탄티누스 1세 집권기에, 악마의 제방 (Ördögárok)이라 알려진 기다란 토루가 이아지게스족 영토 주변으로 지어졌으며, 어느 정도 로마의 개입이 있었을 수 있다. Higham은 이아지게스족은 강력한 문화적 영향력과 함께 이 시기에 로마에 한층 더 연관있게 되었다고 하였다.

### 후기 역사와 유산

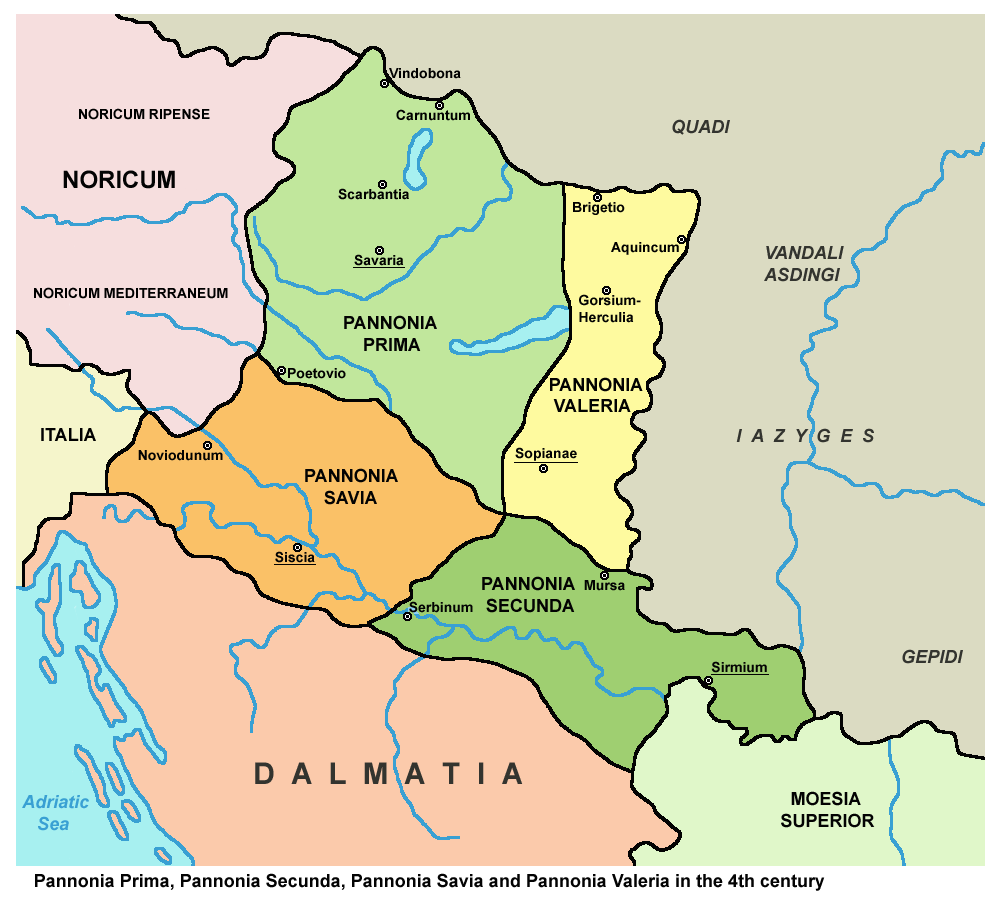
4세기 다뉴브강 좌쪽 강기슭의 이아지게스족 (게피드족, 하스딩기족 근처), 이웃한 고티니족은 수에비 콰디족으로 대체되었다

고대 후기에 들어, 역사적 기록들은 한층 더 모호해졌고 이아지게스족들은 보통 부족으로서 언급되는 것이 멈추었다. 4세기에 들어, 대부분의 로마 저술가들은 별개의 사르마티아 부족들을 구분하는 것을 관두었고, 대신에 모드 사르마티아인이라고 칭했다. 4세기 말에 들어 아르가라간테스족, 리미간테스족 등 두 사르마티아 부족들이 언급되는데, 이들은 티서강 정반대에 거주했었다. 한 이론에서는 이 두 부족이 록솔라니족이 이아지게스족을 정복하면서 형성되어, 이아지게스족이 리미간테스족이 되고 록솔라니족이 아르가라간테스족이 되었다고 한다. 또 다른 이론에서는 이 지역으로 점차 이주해 온 슬라브족 한 무리가 이아지게스족에 종속되었는데, 이아지게스족은 아르가라간테스족으로 알려지게 되고 슬라브족은 리미간테스족으로 알려지게 되었다고 한다. 그렇지만 그 밖의 이론에서는 록솔라니족이 이아지게스족으로 통합되었다고 주장한다. 어느 것이 사실인지 중요하지 않고, 5세기에 들어 두 부족은 고트족에 정복되었고, 아틸라 시대 쯤에는, 훈족들에 흡수되었다.

## 외부와 관계

### 로마 제국
이아지게스족들은 판노니아 평원에 도착한 뒤 로마 제국을 자주 침략하기는 했지만, 진정한 의미의 위협이 된 바는 전혀 없었다. 1세기 기간에, 로마는 북쪽 국경, 그 중에서도 특히 다뉴브 지역을 안정시키는 데 부족들과 친구 관계를 맺고, 부족들 간의 불신을 심어주는 등의 외교를 사용했다. 로마는 공격을 격퇴시키는 방법만이 이니라 부족들에게 외교적 영향력을 행사하고 다뉴브 국경을 정벌을 벌이며 다뉴브 국경을 지켜냈다. 외교적 영향력과 기습적인 정벌이라는 결합은 로마인들이 이아지게스족을 포함한 다양한 부족들에게 로마 제국의 위성국이 되게 끔 할 수 있었다. 로마인들이 다키아를 포기한 뒤에도, 로마는 지속적으로 사르마티아 부족들을 상대로 다뉴브 북쪽 지방에서 영향력을 행사하였으며 이런 경향은 콘스탄티누스, 콘스탄티누스 2세, 발렌티니아누스 집권기 때 두드러졌다. 이 정책을 위해, 콘스탄티누스는 고트족과 사르마티아족에 대한 원정을 위한 병참을 개선시키기 위해 다뉴브강 가운데를 통과하는 영구 다리를 건설했다.
로마 제국과 사르마티아 부족들 간의 관계에서 또 다른 중대한 부분은 로마 영토 내 부족들의 정착이었으며, 황제들은 종종 사르마티아 부족들에서 온 난민들을 가까운 로마 영토로 받아들였다. 훈족들이 러시아 스텝지대에 도착하고 그곳에 있던 부족들을 정복했을 때, 훈족들은 종종 새롭게 정복된 부족들이 머물도록 강요할 수 있는 군사력이 부족했고, 그레우퉁기족, 반달족, 알란족, 고트족 같은 부족들이 훈족의 종속 대상으로 남게 되기보다는 로마 제국 영토 내에 정착하도록 하였다. 로마 제국은 이 난민 부족민들을 받아들이는 데서 이익을 누렸고, 그래서 루길라와 아틸라 같은 훈족의 지도자들은 로마 제국이 모든 난민 부족들을 거절할 것을 요구한 조약들이 맺어지고서도 이들이 정착하는 걸 계속 허용했으며, 훈족들의 경쟁 부족 및 종속된 부족들은 발칸반도의 로마 지도자들에게 환대하게 받아들여졌다.

#### 고고학
트라야누스 시기 무렵에, 로마인들은 다키아와 판노니아 사이에 길을 뚫었고, 서기 100년 무렵의 이아지게스 영토에서 로마 상품들의 흔적들이 모습을 보이며 100, 대게 주요 강들이 교차하는 지점 인근에 자리 잡았다. 추가적으로, 적은 수의 로마 금석문들과 건물들이 이 시기에 만들어졌으며, 이에 대해 학자 니콜러스 하이햄(Nicholas Higham)은 이아지게스 영토 내에서 상당한 정도의 로마화 혹은 외교적 또는 군사적 거점들의 존재를 시사한다고 하였다. 로마 상품들은 2세기와 서기 3세기 초에 널리 퍼져있었으며, 특히 판노니아 인페리오르 속주의 주도이자 티서강 유역의 동쪽 지역인 아퀸쿰에 두드러졌다.

### 록솔라니족
이아지게스족은 또한 경제적으로 그리고 외교적으로 또 다른 사르마티아 부족인 록솔라니족과도 밀접한 관계를 맺고 있었다. 이아지게스족이 로마를 지지하고 한편 록솔라니족은 다키아인들을 지지하던 제2차 다키아 전쟁 동안에, 이아지게스족과 록솔라니족은 서로에게 중립을 유지했었다. 로마의 다키아 합병 이후, 두 부족들은 사실상 서로한테서 고립되었고, 179년이 되어서야 마르쿠스 아우렐리우스의 평화적 용인이 있고서야 이아지게스족과 록솔라니족은 다키아 총독의 승인이 있으면 다키아를 통해 지나가는 것이 허용되었다. 이아지게스족이 록솔라니족과 교역을 할 수 있게 허용하였기 때문에 이아지게스족은 수 세기 만에 처음으로 폰토스 스텝지대와 흑해와 비간접적으로 교역을 할 수 있었다. 이아지게스족이 왈라키아 평야에 도착할 때까지 소왈라키아를 통과했다고 여겨지지만, 이를 입증할 만한 고고학적 증거는 거의 없다. 개오지속 껍떼기들이 2세기 후반기 이 지역에서 등장하기 시작했다.

### 콰디족
학자 하이햄은 이아지게스족과 콰디족 간 ‘장기간의 협력’이 어느 정도가 있었다고 주장했으며, 이들이 서기 2세기 후반에 동맹이었고, 이아지게스족이 판노니아 평야에 도착한 뒤 얼마 안 지나 분명하게 분쟁 없이 자기네 영토의 서쪽 부분을 콰디족에게 주었다고 언급했다.

## 대공 목록
- 게산데르 ? – ?[207][208][209]
- 바나다스푸스: ? – 서기 174년[144]
- 잔티쿠스: 서기 174년–?[144]
- 벤가와 바바이: 서기 470-471년의 공동 지배자[210]

## 같이 보기
- 지키아
- 자흐 (씨족)
- 고트 전쟁
- 판노니아 아바르족

### 참고
1. ↑  단수형 Iazyx, /ˈaɪəzɪks/; 고전 발음 IPA: [ˈjaːzːygeːs], IPA: [ˈjaːzːyks] 각각; 고대 그리스어: Ἰάζυγες, 단수형  Ἰάζυξ.
2. ↑  슈가로프 헬름은 원뿔 모양의 그레이트 헬름의 한 종류이다.[35]
3. ↑  일부 사료에선 도미티아누스가 개선식을 제의받았으나, 거절했다고 한다.[106]
4. ↑  아마 9개 가량의 군단으로 추정되며, 이 시기 아홉 개 군단이 다뉴브강 주변에 주둔했었기 때문이었다.[118]
5. ↑  콰드라투스 같은 일부 로마 지휘관들은 이아지게스족이 다키아 편에 서지 않은 것이 로마에 있어서 중요한 순간이라 했다고 전해진다.[124]
6. ↑  치호리우스는 이들을 이아지게스족으로 보았지만, 프레어와 레퍼는 록솔라니족으로 여겼다.[128][129]
7. ↑  마르쿠스 아우렐리우스가 죽은 것보다는 산 채로 데려오는 것에 더 많은 금액을 건 것에 대한 가장 타당한 이유는 마르쿠스가 그를 개선식에 데려갈 계획을 했던 것으로 보이며, 이런 방식은 생포된 지도자들에 대한 기본적인 로마의 처치 방식이었다.[146]
8. ↑  카시우스 디오는 바나다스푸스를 투옥시킨 것이 이아지게스족이 아닌 마르쿠스 아우렐리우스라고 주장했다.[152]
9. ↑  이 수는 전쟁의 이름이 붙여지기도 했던 마르코만니족이 포로 30,000명을 데려갔던 것과 비교하면 인상적이다. 이런 차이는 카시우스 디오가 이 전쟁을 이아지게스 전쟁이라 불려야한다고 말한 것에 충족하였다.[153]
10. ↑  이름이 거론된 유일한 게르만 부족은 부리족뿐이었지만 그 밖에도 더 있었다.[53]
11. ↑  일부 사료에서는 이 회담이 이아지게스족이 아닌 콰디족과 한 것이라고도 한다.[180]

### 인용
1. ↑  Coppadoro 2010, 28쪽.
2. ↑  Leisering 2004, 26–27쪽.
3. ↑  Map after Ptolemy's Geographia.
4. ↑  Constantinescu, Pascu & Diaconu 1975, 60쪽.
5. ↑  Dise 1991, 61쪽.
6. 1 2 3 4 5  Leslie 1999, 168쪽.
7. ↑  Kardulias 1998, 249쪽.
8. ↑  Castellan 1989, 12쪽.
9. ↑  Pounds 1993, 52쪽.
10. ↑  Fehér 2017, 23쪽.
11. ↑  Harmatta 1970, 96쪽.
12. ↑  Wijsman 2000, 2쪽.
13. ↑  Parkin 2003, 263쪽.
14. ↑  Wijsman 2000, 13쪽.
15. ↑  Smith 1873, 7쪽.
16. ↑  Todd 2002, 60쪽.
17. ↑  Korkkanen 1975, 66쪽.
18. 1 2  Cook & Adcock 1965, 93쪽.
19. ↑  Bolecek 1973, 149쪽.
20. ↑  Goodyear 2004, 700쪽.
21. ↑  Lebedynsky 2014, 188 & 251쪽.
22. 1 2  Laurent 1830, 157쪽.
23. ↑  Laurent 1830, 311쪽.
24. ↑  Bârcă & Simonenko 2009, 463쪽.
25. 1 2  Bârcă & Cociş 2013, 41쪽.
26. 1 2  Bacon & Lhote 1963, 293쪽.
27. 1 2 3  Harmatta 1970, 43–45쪽.
28. ↑  Mode & Tubach 2006, 438쪽.
29. ↑  Brogan 1936, 202쪽.
30. ↑  Higham 2018, 44쪽.
31. ↑  Groenman-Van Waateringe 1997, 250쪽.
32. ↑  Vagalinski 2007, 177쪽.
33. ↑  Academia România 1980, 224쪽.
34. ↑  Views concerning barrel‑shaped vessels in the Sarmatian Iazyges environment.
35. ↑  Tschen-Emmons 2015, 38쪽.
36. ↑  MacKendrick 1975, 88쪽.
37. ↑  Hinds 2009, 48–49쪽.
38. ↑  Erdkamp 2007, 747쪽.
39. ↑  Summer & D'Amato 2009, 191쪽.
40. 1 2  Stover 2012, 9쪽.
41. ↑  McLaughlin 2016, 148쪽.
42. ↑  Ridgeway 2015, 116쪽.
43. ↑  von Hesberg 1990, 287쪽.
44. ↑  Daicoviciu 1960, 152쪽.
45. ↑  Dowden 2013, 45쪽.
46. ↑  Preble 1980, 69쪽.
47. 1 2  McLynn 2010, 366쪽.
48. 1 2  Sedgwick 1921, 171쪽.
49. ↑  Harmatta 1970, 44쪽.
50. ↑  Lacy 1976, 78쪽.
51. ↑  Grumeza 2016, 69쪽.
52. 1 2  Harmatta 1970, 45–47쪽.
53. 1 2 3 4 5 6  Mócsy 2014, 191쪽.
54. 1 2  Harmatta 1970, 47–48쪽.
55. 1 2  Grumeza 2016, 70쪽.
56. ↑  Grumeza 2016, 70–71쪽.
57. ↑  Grumeza 2016, 71쪽.
58. ↑  Klaudios Ptolemaios. Handbuch der Geographie. Griechisch-Deutsch. Herausgegeben von Alfred Stückelberger und Gerd Graßhoff. Schwabe Verlag Basel. 2006, p. 310-311
59. ↑  Mulvin 2002, 18쪽.
60. ↑  Perenyi 1973, 170쪽.
61. ↑  Gutkind 1964, 372쪽.
62. ↑  Williams 1997, 91쪽.
63. ↑  Lambrechts 1949, 213쪽.
64. ↑  Krebs 2000, 234쪽.
65. ↑  Grainger 2004, 112쪽.
66. ↑  Petit 1976, 37쪽.
67. 1 2  Arrowsmith 1839, 105쪽.
68. ↑  Ethno-Political map of ancient Eurasia.
69. ↑  McLynn 2010, 313쪽.
70. ↑  Grumeza 2009, 40쪽.
71. ↑  Quigley 1983, 509쪽.
72. ↑  Maenchen-Helfen & Knight 1973, 448쪽.
73. ↑  Johnston 1867, 28쪽.
74. 1 2 3  Cunliffe 2015, 284쪽.
75. ↑  Bunson 1995, 367쪽.
76. 1 2  Bârcă 2013, 104쪽.
77. ↑  Bârcă 2013, 104–105쪽.
78. ↑  Bârcă 2013, 105쪽.
79. ↑  Hildinger 2001, 50쪽.
80. ↑  Hinds 2009, 71쪽.
81. ↑  Mócsy 2014, 21쪽.
82. ↑  Harmatta 1970, 42쪽.
83. ↑  Daicoviciu & Condurachi 1971, 100쪽.
84. ↑  Goffart 2010, 80쪽.
85. ↑  Dzino 2010, 168쪽.
86. ↑  Williams 1997, 64쪽.
87. ↑  Cook & Adcock 1965, 85쪽.
88. ↑  Williams 1994, 6쪽.
89. ↑  Bârcă 2013, 107쪽.
90. 1 2 3  Higham 2018, 47쪽.
91. ↑  Higham 2018, 47–48쪽.
92. ↑  Sands 2016, 13쪽.
93. ↑  Luttwak 1981, 21쪽.
94. ↑  Salway 1982, 208쪽.
95. ↑  Elton 1996, 12쪽.
96. ↑  Malcor & Littleton 2013, 16쪽.
97. ↑  Bârcă & Cociş 2013, 104쪽.
98. 1 2 3 4  McLynn 2010, 314쪽.
99. ↑  McLaughlin 2016, 147쪽.
100. ↑  Hoyos 2013, 221쪽.
101. ↑  Henderson 1927, 158쪽.
102. ↑  Master 2016, 135쪽.
103. ↑  Saddington 1982, 41 & 115쪽.
104. ↑  Jones 1993, 150쪽.
105. 1 2 3  Grainger 2004, 22쪽.
106. ↑  Murison 1999, 254쪽.
107. ↑  Mattingly 2010, 94쪽.
108. 1 2  Bârcă 2013, 18쪽.
109. ↑  Henderson 1927, 166쪽.
110. 1 2  Jones 1908, 143쪽.
111. ↑  Swan 2004, 165쪽.
112. ↑  Ryberg 1967, 30쪽.
113. ↑  Tsetskhladze 2001, 424쪽.
114. ↑  Habelt 1967, 122쪽.
115. ↑  Hastings, Selbie & Gray 1921, 589쪽.
116. ↑  Wellesley 2002, 133쪽.
117. ↑  Ash & Wellesley 2009, 3.5쪽.
118. 1 2 3 4  McLynn 2010, 315쪽.
119. 1 2 3 4 5  Mócsy 2014, 94쪽.
120. 1 2  McLynn 2010, 319쪽.
121. ↑  Bunson 2002, 170쪽.
122. ↑  Hoyos 2013, 255쪽.
123. 1 2  Pop & Bolovan 2006, 98쪽.
124. ↑  Corson 2003, 179쪽.
125. ↑  Wilkes 1984, 73쪽.
126. ↑  Mócsy 2014, 95쪽.
127. ↑  McLynn 2010, 320쪽.
128. ↑  Boardman & Palaggiá 1997, 200쪽.
129. ↑  Strong 2015, 193쪽.
130. ↑  Cichorius 1988, 269쪽.
131. ↑  Eggers 외. 2004, 505쪽.
132. ↑  Kemkes 2000, 51쪽.
133. 1 2  Giurescu & Fischer-Galaţi 1998, 39쪽.
134. ↑  Mellor 2012, 506쪽.
135. ↑  Lengyel & Radan 1980, 94쪽.
136. 1 2  Bârcă 2013, 19쪽.
137. ↑  Mócsy 2014, 101쪽.
138. ↑  Mócsy 2014, 100쪽.
139. ↑  Grumeza 2009, 200쪽.
140. ↑  Kean & Frey 2005, 97쪽.
141. ↑  Williams 1997, 173–174쪽.
142. ↑  Mócsy 2014, 187쪽.
143. 1 2  Mócsy 2014, 189쪽.
144. 1 2 3 4 5  Mócsy 2014, 190쪽.
145. ↑  Beckmann 2011, 198쪽.
146. ↑  Beard 2009, 121쪽.
147. ↑  Bunson 2002, 36쪽.
148. ↑  McLaughlin 2016, 164쪽.
149. ↑  Helmolt 1902, 444쪽.
150. ↑  Erdkamp 2007, 1026쪽.
151. ↑  Levick 2014, 171쪽.
152. ↑  Watson 1884, 211쪽.
153. ↑  Williams 1997, 178쪽.
154. ↑  McLynn 2010, 360쪽.
155. ↑  Sabin, Wees & Whitby 2007, 7쪽.
156. ↑  Snyder 2008, 55쪽.
157. 1 2  McLynn 2010, 368쪽.
158. ↑  Piotrovsky 1976, 151쪽.
159. ↑  Loetscher & Jackson 1977, 175쪽.
160. ↑  Sedov 2012, 322쪽.
161. ↑  Ulanowski 2016, 362쪽.
162. 1 2 3  Găzdac 2010, 51쪽.
163. ↑  Regenberg 2006, 191쪽.
164. ↑  McLynn 2010, 423쪽.
165. ↑  Merrills & Miles 2010, 28쪽.
166. ↑  Sydenham, Sutherland & Carson 1936, 84쪽.
167. ↑  Giurescu & Matei 1974, 32쪽.
168. ↑  Goldsworthy 2009, 111쪽.
169. ↑  Marks & Beatty 1976, 37쪽.
170. ↑  Drăgan 1985, 73쪽.
171. ↑  Matyszak 2014, 141쪽.
172. ↑  Dragan 1985, 73쪽.
173. 1 2  Tsetskhladze 2001, 429쪽.
174. ↑  Neusner 1990, 231쪽.
175. ↑  Syme 1971, 226쪽.
176. ↑  Boak 1921, 319쪽.
177. ↑  Duruy 1887, 373쪽.
178. ↑  Kuiper 2011, 174쪽.
179. ↑  Hornblower 2012, 723쪽.
180. ↑  Bury 2013, 65쪽.
181. ↑  Venning & Harris 2006, 26쪽.
182. ↑  Williams 1997, 256쪽.
183. 1 2  Higham 2018, 66쪽.
184. 1 2  Constantinescu, Pascu & Diaconu 1975, 65쪽.
185. 1 2  Zahariade 1998, 82쪽.
186. ↑  Ţentea, Opriș & Popescu 2009, 129쪽.
187. ↑  Hoddinott 1963, 78쪽.
188. ↑  Harmatta 1970, 54–58쪽.
189. ↑  Smith 1873, 8쪽.
190. ↑  Laurent 1830, 158–159쪽.
191. ↑  Frere, Hartley & Wacher 1983, 255쪽.
192. ↑  Chadwick 2014, 70쪽.
193. ↑  Scheidel 2019, 292쪽.
194. ↑  Dudley 1993, 165쪽.
195. ↑  Ricci 2015, 19–20쪽.
196. ↑  Ricci 2015, 211쪽.
197. 1 2 3 4 5  Ricci 2015, 18쪽.
198. ↑  Ricci 2015, 17쪽.
199. ↑  Kulikowski 2007, 105–106쪽.
200. ↑  Ricci 2015, 19쪽.
201. ↑  Ricci 2015, 22쪽.
202. ↑  Ricci 2015, 27–29쪽.
203. ↑  Higham 2018, 48쪽.
204. ↑  Bârcă 2013, 117쪽.
205. ↑  Barkóczi & Vaday 1999, 249쪽.
206. ↑  Carnap-Bornheim 2003, 220쪽.
207. ↑  Stover 2012, 130쪽.
208. ↑  Kleywegt 2005, 44쪽.
209. ↑  Kramer & Reitz 2010, 448쪽.
210. ↑  Le Beau 1827, 44쪽.

### 1차 사료
- 암미아누스 마르켈리누스의 역사 (22.30)
- 카시우스 디오의 로마사 (67.5, 68.10, 69.15–22, 71.7–17, 72, 73.2)
- 에우트로피우스의 로마사 (7.23, 8.3)
- 플라쿠스의 아르고나우티카 (173–180)
- 가이우스 발레리우스 플라쿠스의 아르고나우티카 (6.323−339, 7.123, 7.288)
- 대플리니우스의 박물지 (4.80−81)
- 프톨레마이오스의 지리학 (3.5–8)
- 스트라본의 지리학 (2.5, 7.2−3, 11.2–5)
- 수에토니우스의 황제열전 (12.6)
- 타키투스의 역사 (1.79, 2.80−81, 3.5), 편년사 (12.29–30), 아그리콜라전 (41)
- 크시필리노스의 디오의 발췌 (250.17–251.22, 259–260)

### 현대 사료

#### 책
- Academia România (1980). 《Bibliotheca historica Romaniae: Monographs》. Academia Republicii Socialiste România. Secția de Științe Istorice. OCLC 1532822.
- Arrowsmith, Aaron (1839). 《Grammar of Ancient Geography: Compiled for the Use of King's College School》. S. Arrowsmith et al. ISBN 978-1-377-71123-2.
- Ash, Rhiannon; Wellesley, Kenneth (2009). 《The Histories》 Rev.판. Penguin Books. ISBN 978-0-14-194248-3.
- Bacon, Edward; Lhote, Henri (1963). 《Vanished Civilizations of the Ancient World》. McGraw-Hill. LCCN 63014869. OCLC 735510932.
- Bârcă, Vitalie (2013). 《Nomads of the Steppes on the Danube Frontier of the Roman Empire in the 1st Century CE. Historical Sketch and Chronological Remarks.》. Dacia. OCLC 1023761641.
- Bârcă, Vitalie; Cociş, Sorin (2013). 《Sarmatian Graves Surrounded By Flat Circular Ditch Discovered At Nădlac》. Ephemeris Napocensis. OCLC 7029405883.
- Bârcă, Vitalie; Simonenko, Oleksandr (2009). 《Călăreţii stepelor: sarmaţii în spaţiul nord-pontic (Horsemen of the steppes : the Sarmatians in the North Pontic region)》. Editura Mega. ISBN 978-606-543-027-3.
- Barkóczi, László; Vaday, Andrea H. (1999). 《Pannonia And Beyond: studies In Honour of László Barkóczi》. Archaeological Institute of the Hungarian Academy of Sciences. OCLC 54895323.
- Beard, Mary (2009). 《The Roman triumph》. Belknap. ISBN 978-0-674-02059-7.
- Beckmann, Martin (2011). 《Column of Marcus Aurelius the Genesis and Meaning of a Roman Imperial Monument.》. University of North Carolina Press. ISBN 978-0-8078-7777-7.
- Boak, Arthur Edward Romilly (1921). 《A History of Rome to 565 A. D.》. Macmillan. OCLC 1315742.
- Boardman, John; Palaggiá, Olga (1997). 《Greek offerings: essays on Greek art in honour of John Boardman》. Oxbow Books. ISBN 978-1-900188-44-9.
- Bolecek, B. V. (1973). 《Ancient Slovakia: Archeology and History》. Slovak Academy. OCLC 708160.
- Brogan, Olwen (1936). “Trade between the Roman Empire and the Free Germans”. 《Journal of Roman Studies》 (Society for the Promotion of Roman Studies) 26 (2): 195–222. doi:10.2307/296866. JSTOR 296866.
- Bunson, Matthew (1995). 《A Dictionary of the Roman Empire》. Oxford University Press. ISBN 978-0-19-510233-8.
- Bunson, Matthew (2002). 《Encyclopedia of the Roman Empire》. Facts On File. ISBN 978-1-4381-1027-1.
- Bury, J. B. (2013). 《The History of the Decline and Fall of the Roman Empire: Edited in Seven Volumes with Introduction, Notes, Appendices, and Index》. Cambridge University Press. ISBN 978-1-108-05073-9.
- Carnap-Bornheim, Claus von (2003). 《Kontakt, Kooperation, Konflikt : Germanen und Sarmaten zwischen dem 1. und dem 4. Jahrhundert nach Christus; internationales Kolloquium des Vorgeschichtlichen Seminars der Philipps-Universität Marburg, 12. – 16. Februar 1998》. Wachholtz. ISBN 978-3-529-01871-8.
- Castellan, George (1989). 《A History of the Romanians》. East European Monographs. ISBN 978-0-88033-154-8.
- Chadwick, H. Munro (2014). 《The Nationalities of Europe and the Growth of National Ideologies》. Cambridge University Press. ISBN 978-1-107-64287-4.
- Cichorius, Conrad (1988). 《Trajan's Column: A New Edition of the Chicorius Plates》 New판. Sutton. ISBN 978-0-86299-467-9.
- Constantinescu, Miron; Pascu, Ștefan; Diaconu, Petre (1975). 《Relations Between the Autochthonous Population and the Migratory Populations on the Territory of Romania: A Collection of Studies》. Editura Academiei Republicii Socialiste România. OCLC 928080934.
- Cook, S. A.; Adcock, Frank (1965). 《The Cambridge Ancient History: The Imperial peace, A.D. 70-192, 1965》. Cambridge University Press. OCLC 3742485.
- Coppadoro, John (2010). 《Antonio Maria Viani e la facciata di Palazzo Guerrieri a Mantova》 (이탈리아어). Alinea. ISBN 978-88-6055-491-8.
- Corson, David (2003). 《Trajan and Plotina》. iUnivserse. ISBN 978-0-595-28044-5.
- Cunliffe, Barry (2015). 《By Steppe, Desert, and Ocean: The Birth of Eurasia》. Oxford University Press. ISBN 978-0-19-968917-0.
- Daicoviciu, Constantin (1960). 《Omagiu lui Constantin Daicoviciu cu Prilejul împlinirii a 60 de ani》. București. OCLC 186919895.
- Daicoviciu, Constantin; Condurachi, Emil (1971). 《Romania》. Barrie and Jenkins. ISBN 978-0-214-65256-1.
- Dise, Robert L. (1991). 《Cultural Change And Imperial Administration: The Middle Danube Provinces Of The Roman Empire》. P. Lang. ISBN 978-0-8204-1465-2.
- Dowden, Ken (2013). 《European Paganism》. Routledge. ISBN 978-1-134-81022-2.
- Drăgan, Iosif Constantin (1985). 《Dacia's Imperial Millennium》. Nagard Publishing. OCLC 17605220.
- Du Nay, Alain; Kosztin, Árpád (1997). 《Transylvania and the Rumanians》. Corvinus. ISBN 978-1-882785-09-4.
- Dudley, Donald R. (1993). 《The Civilization of Rome》. Penguin Group Inc. ISBN 978-0-452-01016-1.
- Duruy, Victor (1887). 《History of Rome, and of the Roman People, from Its Origin to the Establishment of the Christian Empire》. D. Estes ad C. E. Lauriat. OCLC 8441167.
- Dzino, Danijel (2010). 《Illyricum in Roman Politics, 229 BC–AD 68》. Cambridge University Press. ISBN 978-1-139-48423-7.
- Eggers, Martin; Beck, Heinrich; Hoops, Johannes; Müller, Rosemarie (2004). 《Saal – Schenkung.》. De Gruyter. ISBN 3-11-017734-X.
- Elton, Hugh (1996). 《Frontiers of the Roman Empire》. Indiana University Press. ISBN 978-0-253-33111-3.
- Erdkamp, Paul (2007). 《A Companion to the Roman Army》. Blackwell Publishing. ISBN 978-1-4051-2153-8.
- Fehér, Alexander (2017). 《Vegetation History and Cultural Landscapes: Case Studies from South-west Slovakia》. Springer. ISBN 978-3-319-60267-7.
- Frere, Sheppard Sunderland; Hartley, Brian; Wacher, J. S. (1983). 《Rome and her northern provinces : papers presented to Sheppard Frere in honour of his retirement from the Chair of the Archaeology of the Roman Empire, University of Oxford, 1983》. A. Sutton. ISBN 978-0-86299-046-6.
- G.G. Lepage, Jean-Denis (2014). 《Medieval Armies and Weapons in Western Europe: An Illustrated History》. McFarland. ISBN 978-0-7864-6251-3.
- Găzdac, Cristian (2010). 《Monetary circulation in Dacia and the provinces from the Middle and Lower Danube from Trajan to Constantine I (AD 106-337)》. Ed. Mega. ISBN 978-606-543-040-2.
- Giurescu, Dinu C.; Fischer-Galaţi, Stephen A. (1998). 《Romania: a Historic Perspective》. East European Monographs. OCLC 39317152.
- Giurescu, Constantin C.; Matei, Horia C. (1974). 《Chronological history of Romania》. National Commission of the Socialist Republic of Romania for UNESCO. OCLC 802144986.
- Goffart, Walter (2010). 《Barbarian Tides the Migration Age and the Later Roman Empire》. University of Pennsylvania Press. ISBN 978-0-8122-0028-7.
- Goldsworthy, Adrian (2009). 《How Rome fell death of a superpower》. Yale University Press. ISBN 978-0-300-15560-0.
- Goodyear, F. R. D. (2004). 《The Classical Papers of A. E. Housman:, Volume 2; Volumes 1897–1914》. Cambridge University Press. ISBN 978-0-521-60696-7.
- Grainger, John D. (2004). 《Nerva and the Roman Succession Crisis of AD 96–99》. Routledge. ISBN 978-0-415-34958-1.
- Groenman-Van Waateringe, Willy (1997). 《Roman frontier studies: proceedings of the ... International Congress of Roman Frontier Studies》. Oxbow Books. ISBN 978-1-900188-47-0.
- Grumeza, Ion (2009). 《Dacia: Land of Transylvania, Cornerstone of Ancient Eastern Europe》. Hamilton Books. ISBN 978-0-7618-4466-2.
- Grumeza, Laviana (2016). 《Settlements From The 2nd–Early 5th Century AD In Banat》. West University of Timișoara. doi:10.14795/j.v2i4.144.
- Gutkind, E.A. (1964). 《Urban development in Western Europe, France and Belgium》. Free Press. OCLC 265099.
- Habelt, Rudolf (1967). 《Zeitschrift Für Papyrologie und Epigraphik》. JSTOR. OCLC 1466587.
- Harmatta, J. (1970). 《Studies in the History and Language of the Sarmatians》. Acta Universitatis de Attila József Nominatae. Acta antique et archaeologica. University of Szeged Press. OCLC 891848847.
- Hastings, James; Selbie, John Alexander; Gray, Louis Herbert (1921). 《Encyclopædia of Religion and Ethics: Sacrifice-Sudra》. T. & T. Clark. OCLC 3065458.
- Helmolt, Hans Ferdinand (1902). 《The World's History: The Mediterranean nations》. W. Heinemann. OCLC 621610.
- Henderson, Bernard William (1927). 《Five Roman emperors: Vespasian, Titus, Domitian, Nerva, Trajan, A.D. 69-117.》. CUP Archive. OCLC 431784232.
- Higham, Nicholas (2018). 《King Arthur: The Making of the Legend》. Yale University Press. ISBN 978-0-300-21092-7.
- Hildinger, Erik (2001). 《Warriors of the Steppe: A Military History of Central Asia, 500 B.C. to 1700 A.D.》. Da Capo. ISBN 978-0-306-81065-7.
- Hinds, Kathryn (2009). 《Scythians and Sarmatians》. Marshall Cavendish. ISBN 978-0-7614-4519-7.
- Hoddinott, Ralph F. (1963). 《Early Byzantine churches in Macedonia and southern Serbia: a study of the origins and the initial development of East Christian art》. Macmillan. OCLC 500216.
- Hornblower, Simon (2012). 《The Oxford Classical Dictionary.》 3판. Oxford University Press. ISBN 978-0-19-954556-8.
- Hoyos, Dexter (2013). 《A companion to Roman imperialism》. Brill. ISBN 978-90-04-23646-2.
- Johnston, Alexander Keith (1867). 《School Atlas of Classical Geography: Comprising, in Twenty-three Plates》. William Blackwood and Sons. OCLC 11901919.
- Jones, Henry Stuart (1908). 《The Roman Empire, B.C.29-A.D.476, Part 476》. G.P. Putnam's Sons. OCLC 457652445.
- Jones, Brian W. (1993). 《The Emperor Domitian》 New판. Routledge. ISBN 978-0-415-10195-0.
- Kardulias, Nick P. (1998). 《World-Systems Theory in Practice Leadership, Production, and Exchange.》. Rowman & Littlefield Publishers. ISBN 978-1-4616-4743-0.
- Kean, Roger Michael; Frey, Oliver (2005). 《The complete chronicle of the emperors of Rome》. Thalamus. ISBN 978-1-902886-05-3.
- Kemkes, Schriftleitung: Martin (2000). 《Von Augustus bis Attila: Leben am ungarischen Donaulimes : [erschienen anlässlich der gleichnamigen Sonderausstellung des Ungarischen Nationalmuseums, Budapest].》 (독일어). Limesmuseum. ISBN 978-3-8062-1541-0.
- Kleywegt, A.J. (2005). 《Valerius Flaccus, Argonautica, Book I: a commentary》. Brill. ISBN 978-90-04-13924-4.
- Korkkanen, Irma (1975). 《The peoples of Hermanaric: Jordanes, Getica 116》. Suomalainen Tiedeakatemia. ISBN 978-951-41-0231-8.
- Kramer, Norbert; Reitz, Christiane (2010). 《Tradition and Renewal: Medial strategies in the time of the Flavians》. De Gruyter. ISBN 978-3-11-024715-2.
- Krebs, Steven A. (2000). 《Settlement in Classical Dobrogea》. Indiana University. OCLC 46777015.
- Kuiper, Kathleen (2011). 《Ancient Rome: From Romulus and Remus to the Visigoth Invasion》. Britannica Educational Publications. ISBN 978-1-61530-107-2.
- Kulikowski, Michael (2007). 《Rome's Gothic Wars from the Third Century to Alaric》. Cambridge University Press. ISBN 978-0-521-60868-8.
- Lacy, Christabel (1976). 《The Greek View of Barbarians in the Hellenistic Age: As Derived from Representative Literary and Artistic Evidence from the Hellenistic Period》. University of Colorado. OCLC 605385551.
- Lambrechts, Pierre (1949). 《Prof. Dr. Hubert van de Weerd; een vooraanstaand figuur der Gentse Universiteit》 (독일어). De Tempel. OCLC 5222953.
- Laurent, Peter Edmund (1830). 《An Introduction to the Study of Ancient Geography》 2판. Henry Slatter. OCLC 19988268. Copy at Google books (searching Metanastae)
- Le Beau, Charles (1827). 《Histoire du Bas-Empire》 (프랑스어). Desaint [et] Saillant. OCLC 6752757.
- Lebedynsky, Iaroslav (2014). 《Les Sarmates amazones et lanciers cuirassés entre Oural et Danube (VIIe siècle av. J.-C. – VIe siècle apr. J.-C.)》. Éd. Errance. ISBN 978-2-87772-565-1.
- Leisering, Walter (2004). 《Historischer Weltatlas》 (독일어). Marix. 26–27쪽. ISBN 978-3-937715-59-9.
- Lengyel, A.; Radan, G.T. (1980). 《The Archaeology of Roman Pannonia》. University Press of Kentucky. ISBN 978-963-05-1886-4.
- Leslie, Alan (1999). 《Theoretical Roman archaeology & architecture : the third conference proceedings》. Cruithne Press. ISBN 978-1-873448-14-4.
- Levick, Barbara M. (2014). 《Faustina I and II: imperial women of the golden age》. Oxford University Press, USA. ISBN 978-0-19-970217-6.
- Loetscher, Lefferts A.; Jackson, Samuel Macauley (1977). 《The New Schaff-Herzog Encyclopedia of Religious Knowledge》. Baker Book House. ISBN 978-0-8010-7947-4.
- Luttwak, Edward N. (1981). 《The Grand Strategy of the Roman empire: From the First Century A.D. to the third》. Hopkin. ISBN 978-0-8018-2158-5.
- MacKendrick, Paul (1975). 《The Dacian stones speak》. University of North Carolina Press. ISBN 978-0-8078-1226-6.
- Maenchen-Helfen, Otto J.; Knight, Max (1973). 《The World of the Huns: Studies in their History and Culture》. University of California. ISBN 978-0-520-01596-8.
- Malcor, Linda A.; Littleton, C. Scott (2013). 《From Scythia to Camelot: A Radical Reassessment of the Legends of King Arthur, the Knights of the Round Table, and the Holy Grail.》. Taylor and Francis. ISBN 978-1-317-77771-7.
- Marks, Geoffrey; Beatty, William K. (1976). 《Epidemics》. Scribnerś Sons. ISBN 978-0-684-15893-8.
- Master, Jonathan (2016). 《Provincial Soldiers and Imperial Instability in the Histories of Tacitus》. University of Michigan Press. ISBN 978-0-472-11983-7.
- Mattingly, H. (2010). 《Agricola and Germania》. Penguin UK. ISBN 978-0-14-196154-5.
- Matyszak, Philip (2014). 《The Roman Empire》. Oneworld Publications. ISBN 978-1-78074-425-4.
- McLaughlin, Raoul (2016). 《The Roman Empire and the Silk Routes: The Ancient World Economy and the Empires of Parthia, Central Asia and Han China》. Casemate Publishers. ISBN 978-1-4738-8982-8.
- McLynn, Frank (2010). 《Marcus Aurelius: A Life.》. Da Capo Press. ISBN 978-0-306-81916-2.
- Mellor, Ronald (2012). 《The Historians of Ancient Rome: An Anthology of the Major Writings》. Routledge. ISBN 978-1-136-22261-0.
- Merrills, Andy; Miles, Richard (2010). 《The Vandals》. John Wiley & Sons. ISBN 978-1-4443-1808-1.
- Mócsy, András (2014년 4월 8일). 《Pannonia and Upper Moesia (Routledge Revivals): A History of the Middle Danube Provinces of the Roman Empire》. Routledge. ISBN 978-1-317-75425-1.
- Mode, Markus; Tubach, Jürgen (2006). 《Arms and Armour as Indicators of Cultural Transfer: the Steppes and the Ancient World from Hellenistic Times to the Early Middle Ages》. Reichert. ISBN 978-3-89500-529-9.
- Mulvin, Lynda (2002). 《Late Roman Villas in the Danube-Balkan Region》. Archaeopress. ISBN 978-1-84171-444-8.
- Murison, Charles Leslie (1999). 《Rebellion and Reconstruction: Galba to Domitian; an Historical Commentary on Cassius Dio's Roman History, Books 64 - 67 (A.D. 68 – 96)》. Scholars Press. ISBN 978-0-7885-0547-8.
- Neusner, Jacob (1990). 《History of the Jews in the second through seventh centuries of the Common Era》. Garland Pub. ISBN 978-0-8240-8179-9.
- Parkin, Tim G. (2003). 《Old age in the Roman world: a cultural and social history》. Johns Hopkins University Press. ISBN 978-0-8018-7128-3.
- Perenyi, Imre (1973). 《Town Centres. Planning and Renewal》. Akademiai Kiado. ISBN 978-0-569-07702-6.
- Petit, Paul (1976). 《Pax Romana》. University of California Press. ISBN 978-0-520-02171-6.
- Piotrovsky, Boris (1976). 《From the Lands of the Scythians: Ancient Treasures From The Museums of the U.S.S.R., 3000 B.C.-100 B.C.》. New York Graphic Society. ISBN 978-0-87099-143-1.
- Pop, Ioan Aurel; Bolovan, Ioan (2006). 《History of Romania: Compendium》. Romanian Cultural Institute. ISBN 978-973-7784-12-4.
- Pounds, N.J.G. (1993). 《An historical geography of Europe》. Cambridge University. ISBN 978-0-521-31109-0.
- Preble, George Henry (1980). 《The Symbols, Standards, Flags, and Banners of Ancient and Modern Nations》. Flag Research Center. ISBN 978-0-8161-8476-7.
- Quigley, Carroll (1983). 《Weapons Systems and Political Stability: a History.》. University Press of America. ISBN 978-0-8191-2947-5.
- Regenberg, W. (2006). 《Bullettino dell'Instituto archeologico germanico, Sezione romana》 112판. Deutsches Archäologisches Institut. OCLC 1566507.
- Ricci, Giuseppe A. (2015). 《Nomads in Late Antiquity: Gazing on Rome from the Steppe, Attila to Asparuch (370–680 C.E.).》. Princeton University. OCLC 953142610.
- Ridgeway, William (2015). 《The Origin and Influence of the Thoroughbred Horse》. Cambridge University Press. ISBN 978-1-107-50223-9.
- Ryberg, Inez Scott (1967). 《Panel Reliefs of Marcus Aurelius》. Archaeological Institute of America. OCLC 671875431.
- Sabin, Philip; Wees, Hans van; Whitby, Michael (2007). 《The Cambridge History of Greek and Roman Warfare》. Cambridge University Press. ISBN 978-0-521-78274-6.
- Saddington, D.B. (1982). 《The Development of the Roman Auxiliary Forces From Caesar to Vespasian: 49 B.C.–79 A.D.》. University of Zimbabwe. ISBN 978-0-86924-078-6.
- Salway, Peter (1982). 《Roman Britain》. Clarendon Press. ISBN 978-0-19-821717-6.
- Sands, P.C. (2016). 《The Client Princes of the Roman Empire Under the Republic》. Palala Press. ISBN 978-1-355-85963-5.
- Scheidel, Walter (2019). 《Escape from Rome: The Failure of Empire and the Road to Prosperity》. Princeton University Press. doi:10.2307/j.ctvg25294.13. JSTOR ctvg25294.13.
- Sedgwick, Henry Dwight (1921). 《Marcus Aurelius; a Biography Told as Much as May be by Letters: Together with Some Account of the Stoic Religion and an Exposition of the Roman Government's Attempt to Suppress Christianity During Marcus's Reign》. Yale University Press. OCLC 153517.
- Sedov, Valentin Vasiljevič (2012). 《Sloveni u dalekoj prošlosti》 (세르비아어). Akademska knjiga. ISBN 978-86-6263-022-3.
- Smith, William (1873). 《Dictionary of Greek and Roman Geography》 2판. J. Murray. OCLC 2371051.
- Snyder, Christopher A. (2008). 《The Britons》. Blackwell Pub. ISBN 978-0-470-75821-2.
- Stover, Tim (2012). 《Epic and empire in Vespasianic Rome: a new reading of Valerius Flaccus' Argonautica.》. Oxford University Press. ISBN 978-0-19-964408-7.
- Strong, Eugénie (2015). 《Roman Sculpture》. Cambridge University Press. ISBN 978-1-108-07810-8.
- Summer, Graham; D'Amato, Raffaele (2009). 《Arms and Armour of the Imperial Roman Soldier》. Frontline Books. ISBN 978-1-84832-512-8.
- Swan, Peter Michael (2004). 《The Augustan Succession: An Historical Commentary on Cassius Dio's Roman History Books 55-56 (9 B.C.-A.D. 14)》. Oxford University Press. ISBN 978-0-19-534714-2.
- Sydenham, Edward Allen; Sutherland, Carol Humphrey Vivian; Carson, Robert Andrew Glendinning (1936). 《The Roman Imperial Coinage》. Spink. OCLC 10528222.
- Syme, Ronald (1971). 《Emperors And Biography: Studies In The 'Historia Augusta'.》. Clarendon Press. ISBN 978-0-19-814357-4.
- Ţentea, Ovidiu; Opriș, Ioan C.; Popescu, Mariana-Cristina (2009). 《Near and Beyond the Roman Frontiers: Proceedings of a Colloquium Held in Târgoviște》. National History Museum of Romania. OCLC 909836612.
- Todd, Malcolm (2002). 《Migrants & invaders: the movement of peoples in the ancient world》. Tempus. ISBN 978-0-7524-1437-9.
- Tschen-Emmons, James B. (2015). 《Artifacts from Medieval Europe》. ABC-CLIO. ISBN 978-1-61069-622-7.
- Tsetskhladze, Gocha R. (2001). 《North Pontic Archaeology: Recent Discoveries and Studies》. Brill. ISBN 978-90-04-12041-9.
- Ulanowski, Krzysztof (2016). 《The Religious Aspects of War in the Ancient Near East, Greece, and Rome: Ancient Warfare Series》 1판. BRILL. ISBN 978-90-04-32476-3.
- Vagalinski, Lyudmil Ferdinandov (2007). 《The lower Danube in antiquity (VI C BC – VI C AD) : international archaeological Conference, Bulgaria-Tutrakan》. Bulgarian Academy of Sciences, National Institute of Archaeology and Museum. ISBN 978-954-90387-8-1.
- Várdy, Steven Béla (1991). 《Attila: King of the Huns》. Chelsea House. ISBN 978-1-55546-803-3.
- Venning, T.; Harris, J. (2006). 《Chronology of the Byzantine Empire》. Springer. ISBN 978-0-230-50586-5.
- von Hesberg, Henner (1990). 《Bullettino dell'Instituto archeologico germanico, Sezione romana》. Philipp von Zabern Verlag. OCLC 637572094.
- Waldman, Carl; Mason, Catherine (2006). 《Encyclopedia of European peoples》 2판. Facts On File. ISBN 978-0-8160-4964-6.
- Watson, Paul Barron (1884). 《Marcus Aurelius Antoninus》. Harper & brothers. OCLC 940511169.
- Wellesley, Kenneth (2002). 《Year of the Four Emperors》. Routledge. ISBN 978-1-134-56227-5.
- Wijsman, Henri J.W. (2000). 《Valerius Flaccus, Argonautica, Book VI : a commentary》. Brill. ISBN 978-90-04-11718-1.
- Wilkes, John (1984). 《The Roman Army: Cambridge Introduction to the History of Mankind》. Cambridge University Press. ISBN 978-0-521-07243-4.
- Williams, Gareth D. (1994). 《Banished Voices: Readings in Ovid's Exile Poetry》. Cambridge University Press. ISBN 978-0-521-45136-9.
- Williams, Derek (1997). 《The Reach of Rome: a History of the Roman Imperial Frontier 1st-5th centuries AD》. St. Martin's Press. ISBN 978-0-312-15631-2.
- Zahariade, Mihail (1998). 《The Roman Frontier at the Lower Danube, 4th-6th centuries》. Romanian Institute of Thracology. ISBN 978-973-98829-3-4.

#### 웹사이트
- Bulat, V. “Ethno-Political map of ancient Eurasia”. 《gumilevica.kulichki.net》 (러시아어). 2018년 7월 1일에 원본 문서에서 보존된 문서. 2017년 1월 7일에 확인함.
- “The British Library MS Viewer”. 《www.bl.uk》. 2018년 7월 1일에 원본 문서에서 보존된 문서. 2017년 1월 7일에 확인함.
- Muscalu, Bogdan. “Views concerning barrel‑shaped vessels in the Sarmatian Iazyges environment”. 2018년 7월 1일에 원본 문서에서 보존된 문서. 2017년 1월 18일에 확인함.

## 추가 참조 서적
- Bennett, Julian. (1997). Trajan: Optimus Princeps, Indianapolis University Press, Bloomington. ISBN 978-0-415-24150-2
- Birley, Anthony. (1987). Marcus Aurelius: A Biography, Yale University Press, New Haven. ISBN 978-0-415-17125-0
- Chisholm, Hugh, 편집. (1911). 〈Iazyges〉. 《브리태니커 백과사전》 11판. 케임브리지 대학교 출판부. 215쪽. OCLC 954463552
- Christian, David. (1999). A History of Russia, Mongolia and Central Asia, Vol. 1. Blackwell. ISBN 978-0-631-20814-3
- Istvánovits, Eszter; Kulcsár, Valéria (2020). “Sarmatians on the Borders of the Roman Empire: Steppe Traditions and Imported Cultural Phenomena”. 《Ancient Civilizations from Scythia to Siberia》 26 (2): 391–402. doi:10.1163/15700577-12341381.
- Kerr, William George. (1995). A Chronological Study of the Marcomannic Wars of Marcus Aurelius, Princeton, NJ: Princeton University Press. OCLC 32861447
- Kristó, Gyula. (1998). Magyarország története – 895–1301 (The History of Hungary – From 895 to 1301), Budapest: Osiris. ISBN 963-379-442-0.
- Macartney, C.A. (1962). Hungary: A Short History, Edinburgh University Press, Edinburgh. ISBN 978-0-00-612410-8
- Peck, Harry Thurston. (1898). Harpers Dictionary of Classical Antiquities, New York. Harper and Brothers. ISBN 978-1-163-24933-8
- Strayer, Joseph R., editor in chief. (1987). A Dictionary of the Middle Ages, Charles Scribner's Sons, NY. ISBN 978-0-684-80642-6